# Liste des planètes mineures non numérotées découvertes entre le 16 et le 31 août 2014
Pour un article plus général, voir Liste des planètes mineures non numérotées découvertes en 2014.
Pour un article plus général, voir Liste des planètes mineures.
Cet article dresse la liste des planètes mineures (astéroïdes, centaures, objets transneptuniens et assimilés) non numérotées découvertes en août 2014 dans l'ordre de leur découverte.
Au 15 janvier 2025, 661 077 des 1 434 993 planètes mineures répertoriées par le Centre des planètes mineures ne sont pas encore numérotées, soit 46,07 %.

## Rappel concernant la désignation provisoire
La désignation provisoire indique l'ordre de découverte de ces objets. En effet, cette désignation est composée de l'année de découverte (par exemple 2014) suivie de la quinzaine (demi-mois) de découverte (p.e. A = 1-15 janvier) puis de l'ordre de découverte dans cette quinzaine. Cet ordre est indiqué par une lettre et éventuellement un chiffre comme suit : A pour la première découverte, B pour la deuxième, ..., Z pour la 25e (le I n'est pas utilisé pour éviter la confusion avec 1), A1 pour la 26e, B1 pour la 27e, etc. , Z1 pour la 50e, A2 pour la 51e, B2 pour la 52e, etc. L'ordre de la numérotation ne suit donc pas l'ordre alphanumérique. 2014 AA1 suit ainsi 2014 AZ et précède 2014 AB1.

## Liste du 16 au 31 août 2014
- 2014 QB
- 2014 QC
- 2014 QG
- 2014 QM
- 2014 QN
- 2014 QO
- 2014 QY
- 2014 QE1
- 2014 QQ1
- 2014 QZ1
- 2014 QA2
- 2014 QC2
- 2014 QD2
- 2014 QF2
- 2014 QG2
- 2014 QJ2
- 2014 QL2
- 2014 QM2
- 2014 QN2
- 2014 QQ2
- 2014 QR2
- 2014 QT2
- 2014 QV2
- 2014 QW2
- 2014 QC3
- 2014 QD3
- 2014 QE3
- 2014 QF3
- 2014 QM3
- 2014 QP3
- 2014 QQ3
- 2014 QR3
- 2014 QC4
- 2014 QD4
- 2014 QJ4
- 2014 QS4
- 2014 QT4
- 2014 QU4
- 2014 QV4
- 2014 QX4
- 2014 QY4
- 2014 QZ4
- 2014 QA5
- 2014 QF5
- 2014 QJ5
- 2014 QK5
- 2014 QN5
- 2014 QO5
- 2014 QP5
- 2014 QQ5
- 2014 QS5
- 2014 QT5
- 2014 QZ5
- 2014 QA6
- 2014 QB6
- 2014 QE6
- 2014 QF6
- 2014 QL6
- 2014 QN6
- 2014 QO6
- 2014 QV6
- 2014 QZ6
- 2014 QC7
- 2014 QD7
- 2014 QH7
- 2014 QK7
- 2014 QN7
- 2014 QQ7
- 2014 QR7
- 2014 QT7
- 2014 QU7
- 2014 QY7
- 2014 QC8
- 2014 QG8
- 2014 QH8
- 2014 QN8
- 2014 QO8
- 2014 QV8
- 2014 QA9
- 2014 QB9
- 2014 QD9
- 2014 QE9
- 2014 QG9
- 2014 QH9
- 2014 QJ9
- 2014 QL9
- 2014 QM9
- 2014 QN9
- 2014 QP9
- 2014 QU9
- 2014 QX9
- 2014 QY9
- 2014 QZ9
- 2014 QD10
- 2014 QE10
- 2014 QF10
- 2014 QG10
- 2014 QH10
- 2014 QK10
- 2014 QL10
- 2014 QM10
- 2014 QO10
- 2014 QR10
- 2014 QT10
- 2014 QV10
- 2014 QX10
- 2014 QB11
- 2014 QC11
- 2014 QG11
- 2014 QH11
- 2014 QN11
- 2014 QP11
- 2014 QQ11
- 2014 QR11
- 2014 QU11
- 2014 QX11
- 2014 QE12
- 2014 QJ12
- 2014 QL12
- 2014 QM12
- 2014 QN12
- 2014 QO12
- 2014 QP12
- 2014 QS12
- 2014 QU12
- 2014 QZ12
- 2014 QC13
- 2014 QD13
- 2014 QG13
- 2014 QO13
- 2014 QU13
- 2014 QX13
- 2014 QB14
- 2014 QD14
- 2014 QF14
- 2014 QH14
- 2014 QM14
- 2014 QO14
- 2014 QT14
- 2014 QX14
- 2014 QZ14
- 2014 QG15
- 2014 QM15
- 2014 QN15
- 2014 QQ15
- 2014 QW15
- 2014 QC16
- 2014 QD16
- 2014 QH16
- 2014 QK16
- 2014 QM16
- 2014 QN16
- 2014 QQ16
- 2014 QS16
- 2014 QX16
- 2014 QZ16
- 2014 QB17
- 2014 QC17
- 2014 QE17
- 2014 QF17
- 2014 QV17
- 2014 QM18
- 2014 QO18
- 2014 QR18
- 2014 QS18
- 2014 QD19
- 2014 QF19
- 2014 QG19
- 2014 QJ19
- 2014 QH20
- 2014 QP20
- 2014 QR20
- 2014 QS20
- 2014 QU20
- 2014 QW20
- 2014 QA21
- 2014 QG21
- 2014 QM21
- 2014 QQ21
- 2014 QR21
- 2014 QT21
- 2014 QH22
- 2014 QP22
- 2014 QY22
- 2014 QZ22
- 2014 QK23
- 2014 QM23
- 2014 QP23
- 2014 QZ23
- 2014 QC24
- 2014 QE24
- 2014 QH24
- 2014 QJ24
- 2014 QM24
- 2014 QN24
- 2014 QS24
- 2014 QT24
- 2014 QW24
- 2014 QZ24
- 2014 QA25
- 2014 QE25
- 2014 QG25
- 2014 QK25
- 2014 QR25
- 2014 QS25
- 2014 QW25
- 2014 QA26
- 2014 QC26
- 2014 QE26
- 2014 QF26
- 2014 QL26
- 2014 QQ26
- 2014 QS26
- 2014 QY26
- 2014 QZ26
- 2014 QA27
- 2014 QD27
- 2014 QE27
- 2014 QG27
- 2014 QO27
- 2014 QX27
- 2014 QF28
- 2014 QG28
- 2014 QL28
- 2014 QU28
- 2014 QV28
- 2014 QZ28
- 2014 QE29
- 2014 QK29
- 2014 QG30
- 2014 QT30
- 2014 QW30
- 2014 QX30
- 2014 QY30
- 2014 QD31
- 2014 QE31
- 2014 QJ31
- 2014 QB32
- 2014 QG32
- 2014 QH32
- 2014 QL32
- 2014 QM32
- 2014 QN32
- 2014 QQ32
- 2014 QR32
- 2014 QU32
- 2014 QV32
- 2014 QW32
- 2014 QX32
- 2014 QY32
- 2014 QZ32
- 2014 QA33
- 2014 QB33
- 2014 QC33
- 2014 QD33
- 2014 QE33
- 2014 QF33
- 2014 QH33
- 2014 QJ33
- 2014 QM33
- 2014 QN33
- 2014 QO33
- 2014 QP33
- 2014 QQ33
- 2014 QR33
- 2014 QT33
- 2014 QU33
- 2014 QW33
- 2014 QY33
- 2014 QZ33
- 2014 QB34
- 2014 QG34
- 2014 QH34
- 2014 QQ34
- 2014 QU34
- 2014 QX34
- 2014 QA35
- 2014 QG35
- 2014 QJ35
- 2014 QP35
- 2014 QQ35
- 2014 QU35
- 2014 QA36
- 2014 QO36
- 2014 QR36
- 2014 QW36
- 2014 QY36
- 2014 QZ36
- 2014 QD37
- 2014 QE37
- 2014 QG37
- 2014 QL37
- 2014 QN37
- 2014 QQ37
- 2014 QR37
- 2014 QS37
- 2014 QU37
- 2014 QV37
- 2014 QX37
- 2014 QY37
- 2014 QB38
- 2014 QE38
- 2014 QH38
- 2014 QQ38
- 2014 QS38
- 2014 QT38
- 2014 QE39
- 2014 QF39
- 2014 QG39
- 2014 QH39
- 2014 QJ39
- 2014 QK39
- 2014 QN39
- 2014 QR39
- 2014 QU39
- 2014 QV39
- 2014 QW39
- 2014 QA40
- 2014 QB40
- 2014 QD40
- 2014 QE40
- 2014 QG40
- 2014 QL40
- 2014 QM40
- 2014 QN40
- 2014 QA41
- 2014 QB41
- 2014 QC41
- 2014 QD41
- 2014 QF41
- 2014 QJ41
- 2014 QL41
- 2014 QM41
- 2014 QO41
- 2014 QP41
- 2014 QQ41
- 2014 QR41
- 2014 QS41
- 2014 QT41
- 2014 QY41
- 2014 QA42
- 2014 QD42
- 2014 QG42
- 2014 QL42
- 2014 QM42
- 2014 QR42
- 2014 QS42
- 2014 QE43
- 2014 QP43
- 2014 QQ43
- 2014 QS43
- 2014 QT43
- 2014 QW43
- 2014 QX43
- 2014 QY43
- 2014 QZ43
- 2014 QB44
- 2014 QC44
- 2014 QG44
- 2014 QH44
- 2014 QK44
- 2014 QM44
- 2014 QP44
- 2014 QQ44
- 2014 QR44
- 2014 QT44
- 2014 QB45
- 2014 QD45
- 2014 QE45
- 2014 QL45
- 2014 QM45
- 2014 QN45
- 2014 QP45
- 2014 QT45
- 2014 QY45
- 2014 QA46
- 2014 QE46
- 2014 QG46
- 2014 QM46
- 2014 QN46
- 2014 QR46
- 2014 QS46
- 2014 QV46
- 2014 QA47
- 2014 QB47
- 2014 QD47
- 2014 QE47
- 2014 QH47
- 2014 QK47
- 2014 QM47
- 2014 QO47
- 2014 QR47
- 2014 QT47
- 2014 QU47
- 2014 QV47
- 2014 QW47
- 2014 QX47
- 2014 QZ47
- 2014 QE48
- 2014 QG48
- 2014 QH48
- 2014 QL48
- 2014 QM48
- 2014 QS48
- 2014 QE49
- 2014 QK49
- 2014 QM49
- 2014 QN49
- 2014 QP49
- 2014 QQ49
- 2014 QT49
- 2014 QU49
- 2014 QV49
- 2014 QZ49
- 2014 QB50
- 2014 QC50
- 2014 QD50
- 2014 QF50
- 2014 QJ50
- 2014 QL50
- 2014 QM50
- 2014 QN50
- 2014 QQ50
- 2014 QB51
- 2014 QC51
- 2014 QD51
- 2014 QF51
- 2014 QH51
- 2014 QM51
- 2014 QP51
- 2014 QQ51
- 2014 QS51
- 2014 QT51
- 2014 QB52
- 2014 QE52
- 2014 QG52
- 2014 QJ52
- 2014 QN52
- 2014 QS52
- 2014 QT52
- 2014 QV52
- 2014 QW52
- 2014 QA53
- 2014 QB53
- 2014 QC53
- 2014 QG53
- 2014 QH53
- 2014 QK53
- 2014 QN53
- 2014 QP53
- 2014 QQ53
- 2014 QR53
- 2014 QU53
- 2014 QV53
- 2014 QW53
- 2014 QY53
- 2014 QA54
- 2014 QB54
- 2014 QC54
- 2014 QE54
- 2014 QJ54
- 2014 QN54
- 2014 QO54
- 2014 QP54
- 2014 QQ54
- 2014 QR54
- 2014 QS54
- 2014 QW54
- 2014 QX54
- 2014 QY54
- 2014 QD55
- 2014 QE55
- 2014 QH55
- 2014 QJ55
- 2014 QO55
- 2014 QQ55
- 2014 QS55
- 2014 QU55
- 2014 QV55
- 2014 QX55
- 2014 QY55
- 2014 QE56
- 2014 QJ56
- 2014 QM56
- 2014 QN56
- 2014 QP56
- 2014 QR56
- 2014 QW56
- 2014 QY56
- 2014 QA57
- 2014 QB57
- 2014 QF57
- 2014 QH57
- 2014 QN57
- 2014 QR57
- 2014 QD58
- 2014 QF58
- 2014 QG58
- 2014 QN58
- 2014 QO58
- 2014 QZ58
- 2014 QC59
- 2014 QE59
- 2014 QG59
- 2014 QQ59
- 2014 QT59
- 2014 QV59
- 2014 QW59
- 2014 QX59
- 2014 QY59
- 2014 QZ59
- 2014 QE60
- 2014 QG60
- 2014 QJ60
- 2014 QK60
- 2014 QM60
- 2014 QO60
- 2014 QP60
- 2014 QR60
- 2014 QT60
- 2014 QU60
- 2014 QX60
- 2014 QZ60
- 2014 QB61
- 2014 QE61
- 2014 QJ61
- 2014 QK61
- 2014 QL61
- 2014 QQ61
- 2014 QR61
- 2014 QT61
- 2014 QV61
- 2014 QW61
- 2014 QX61
- 2014 QY61
- 2014 QA62
- 2014 QD62
- 2014 QG62
- 2014 QM62
- 2014 QN62
- 2014 QP62
- 2014 QR62
- 2014 QY62
- 2014 QG63
- 2014 QJ63
- 2014 QL63
- 2014 QP63
- 2014 QS63
- 2014 QT63
- 2014 QW63
- 2014 QY63
- 2014 QA64
- 2014 QD64
- 2014 QE64
- 2014 QG64
- 2014 QH64
- 2014 QK64
- 2014 QM64
- 2014 QA65
- 2014 QB65
- 2014 QC65
- 2014 QE65
- 2014 QF65
- 2014 QG65
- 2014 QH65
- 2014 QK65
- 2014 QN65
- 2014 QO65
- 2014 QV65
- 2014 QY65
- 2014 QZ65
- 2014 QB66
- 2014 QC66
- 2014 QF66
- 2014 QH66
- 2014 QJ66
- 2014 QO66
- 2014 QQ66
- 2014 QV66
- 2014 QX66
- 2014 QY66
- 2014 QB67
- 2014 QC67
- 2014 QD67
- 2014 QG67
- 2014 QM67
- 2014 QS67
- 2014 QA68
- 2014 QB68
- 2014 QT68
- 2014 QU68
- 2014 QV68
- 2014 QW68
- 2014 QX68
- 2014 QY68
- 2014 QZ68
- 2014 QF69
- 2014 QG69
- 2014 QH69
- 2014 QK69
- 2014 QM69
- 2014 QP69
- 2014 QQ69
- 2014 QV69
- 2014 QX69
- 2014 QY69
- 2014 QZ69
- 2014 QB70
- 2014 QC70
- 2014 QR70
- 2014 QS70
- 2014 QU70
- 2014 QW70
- 2014 QB71
- 2014 QM71
- 2014 QN71
- 2014 QT71
- 2014 QU71
- 2014 QX71
- 2014 QY71
- 2014 QE72
- 2014 QF72
- 2014 QH72
- 2014 QO72
- 2014 QU72
- 2014 QB73
- 2014 QH73
- 2014 QL73
- 2014 QM73
- 2014 QN73
- 2014 QQ73
- 2014 QS73
- 2014 QV73
- 2014 QW73
- 2014 QD74
- 2014 QL74
- 2014 QM74
- 2014 QN74
- 2014 QP74
- 2014 QT74
- 2014 QU74
- 2014 QN75
- 2014 QP75
- 2014 QS75
- 2014 QU75
- 2014 QV75
- 2014 QW75
- 2014 QX75
- 2014 QB76
- 2014 QG76
- 2014 QJ76
- 2014 QR76
- 2014 QU76
- 2014 QV76
- 2014 QZ76
- 2014 QG77
- 2014 QH77
- 2014 QK77
- 2014 QM77
- 2014 QO77
- 2014 QP77
- 2014 QS77
- 2014 QO78
- 2014 QP78
- 2014 QS78
- 2014 QT78
- 2014 QU78
- 2014 QX78
- 2014 QY78
- 2014 QA79
- 2014 QB79
- 2014 QD79
- 2014 QP79
- 2014 QS79
- 2014 QU79
- 2014 QV79
- 2014 QB80
- 2014 QF80
- 2014 QG80
- 2014 QJ80
- 2014 QU80
- 2014 QW80
- 2014 QX80
- 2014 QY80
- 2014 QZ80
- 2014 QA81
- 2014 QJ81
- 2014 QS81
- 2014 QU81
- 2014 QV81
- 2014 QX81
- 2014 QZ81
- 2014 QC82
- 2014 QO82
- 2014 QU82
- 2014 QV82
- 2014 QX82
- 2014 QY82
- 2014 QA83
- 2014 QE83
- 2014 QG83
- 2014 QL83
- 2014 QM83
- 2014 QQ83
- 2014 QW83
- 2014 QA84
- 2014 QC84
- 2014 QD84
- 2014 QE84
- 2014 QH84
- 2014 QK84
- 2014 QL84
- 2014 QN84
- 2014 QQ84
- 2014 QS84
- 2014 QU84
- 2014 QV84
- 2014 QW84
- 2014 QX84
- 2014 QY84
- 2014 QB85
- 2014 QE85
- 2014 QH85
- 2014 QJ85
- 2014 QL85
- 2014 QR85
- 2014 QA86
- 2014 QC86
- 2014 QD86
- 2014 QE86
- 2014 QH86
- 2014 QL86
- 2014 QR86
- 2014 QT86
- 2014 QU86
- 2014 QV86
- 2014 QY86
- 2014 QZ86
- 2014 QA87
- 2014 QF87
- 2014 QG87
- 2014 QH87
- 2014 QK87
- 2014 QN87
- 2014 QQ87
- 2014 QS87
- 2014 QU87
- 2014 QZ87
- 2014 QC88
- 2014 QF88
- 2014 QK88
- 2014 QL88
- 2014 QQ88
- 2014 QR88
- 2014 QX88
- 2014 QB89
- 2014 QC89
- 2014 QE89
- 2014 QK89
- 2014 QM89
- 2014 QS89
- 2014 QU89
- 2014 QV89
- 2014 QD90
- 2014 QE90
- 2014 QG90
- 2014 QJ90
- 2014 QP90
- 2014 QS90
- 2014 QU90
- 2014 QY90
- 2014 QC91
- 2014 QE91
- 2014 QH91
- 2014 QJ91
- 2014 QL91
- 2014 QN91
- 2014 QO91
- 2014 QR91
- 2014 QS91
- 2014 QT91
- 2014 QU91
- 2014 QX91
- 2014 QY91
- 2014 QZ91
- 2014 QC92
- 2014 QF92
- 2014 QG92
- 2014 QT92
- 2014 QV92
- 2014 QA93
- 2014 QC93
- 2014 QK93
- 2014 QN93
- 2014 QS93
- 2014 QV93
- 2014 QX93
- 2014 QY93
- 2014 QD94
- 2014 QG94
- 2014 QJ94
- 2014 QM94
- 2014 QU94
- 2014 QV94
- 2014 QB95
- 2014 QJ95
- 2014 QL95
- 2014 QM95
- 2014 QN95
- 2014 QO95
- 2014 QP95
- 2014 QQ95
- 2014 QT95
- 2014 QW95
- 2014 QC96
- 2014 QD96
- 2014 QG96
- 2014 QJ96
- 2014 QL96
- 2014 QM96
- 2014 QN96
- 2014 QV96
- 2014 QW96
- 2014 QA97
- 2014 QB97
- 2014 QC97
- 2014 QD97
- 2014 QP97
- 2014 QY97
- 2014 QA98
- 2014 QC98
- 2014 QD98
- 2014 QF98
- 2014 QG98
- 2014 QH98
- 2014 QJ98
- 2014 QL98
- 2014 QV98
- 2014 QX98
- 2014 QY98
- 2014 QZ98
- 2014 QA99
- 2014 QX99
- 2014 QY99
- 2014 QB100
- 2014 QF100
- 2014 QK100
- 2014 QL100
- 2014 QM100
- 2014 QN100
- 2014 QV100
- 2014 QY100
- 2014 QZ100
- 2014 QE101
- 2014 QG101
- 2014 QL101
- 2014 QN101
- 2014 QO101
- 2014 QP101
- 2014 QT101
- 2014 QV101
- 2014 QY101
- 2014 QC102
- 2014 QE102
- 2014 QJ102
- 2014 QN102
- 2014 QS102
- 2014 QT102
- 2014 QX102
- 2014 QY102
- 2014 QZ102
- 2014 QA103
- 2014 QF103
- 2014 QG103
- 2014 QJ103
- 2014 QL103
- 2014 QM103
- 2014 QP103
- 2014 QQ103
- 2014 QR103
- 2014 QS103
- 2014 QU103
- 2014 QA104
- 2014 QB104
- 2014 QC104
- 2014 QD104
- 2014 QE104
- 2014 QG104
- 2014 QH104
- 2014 QJ104
- 2014 QM104
- 2014 QN104
- 2014 QQ104
- 2014 QY104
- 2014 QZ104
- 2014 QB105
- 2014 QC105
- 2014 QD105
- 2014 QG105
- 2014 QJ105
- 2014 QM105
- 2014 QN105
- 2014 QU105
- 2014 QV105
- 2014 QX105
- 2014 QF106
- 2014 QJ106
- 2014 QP106
- 2014 QQ106
- 2014 QR106
- 2014 QS106
- 2014 QV106
- 2014 QY106
- 2014 QZ106
- 2014 QA107
- 2014 QB107
- 2014 QE107
- 2014 QF107
- 2014 QG107
- 2014 QH107
- 2014 QN107
- 2014 QO107
- 2014 QP107
- 2014 QQ107
- 2014 QR107
- 2014 QS107
- 2014 QX107
- 2014 QY107
- 2014 QA108
- 2014 QK108
- 2014 QO108
- 2014 QW108
- 2014 QY108
- 2014 QC109
- 2014 QG109
- 2014 QO109
- 2014 QR109
- 2014 QY109
- 2014 QB110
- 2014 QC110
- 2014 QH110
- 2014 QJ110
- 2014 QP110
- 2014 QQ110
- 2014 QR110
- 2014 QY110
- 2014 QC111
- 2014 QE111
- 2014 QF111
- 2014 QH111
- 2014 QP111
- 2014 QQ111
- 2014 QT111
- 2014 QU111
- 2014 QX111
- 2014 QZ111
- 2014 QC112
- 2014 QK112
- 2014 QP112
- 2014 QQ112
- 2014 QS112
- 2014 QV112
- 2014 QE113
- 2014 QM113
- 2014 QN113
- 2014 QT113
- 2014 QG114
- 2014 QO114
- 2014 QR114
- 2014 QT114
- 2014 QW114
- 2014 QY114
- 2014 QA115
- 2014 QG115
- 2014 QH115
- 2014 QO115
- 2014 QP115
- 2014 QR115
- 2014 QS115
- 2014 QV115
- 2014 QW115
- 2014 QX115
- 2014 QY115
- 2014 QZ115
- 2014 QB116
- 2014 QC116
- 2014 QE116
- 2014 QF116
- 2014 QG116
- 2014 QK116
- 2014 QM116
- 2014 QN116
- 2014 QP116
- 2014 QQ116
- 2014 QW116
- 2014 QY116
- 2014 QF117
- 2014 QJ117
- 2014 QO117
- 2014 QP117
- 2014 QQ117
- 2014 QR117
- 2014 QT117
- 2014 QV117
- 2014 QY117
- 2014 QA118
- 2014 QC118
- 2014 QG118
- 2014 QJ118
- 2014 QK118
- 2014 QM118
- 2014 QN118
- 2014 QO118
- 2014 QQ118
- 2014 QR118
- 2014 QU118
- 2014 QV118
- 2014 QW118
- 2014 QZ118
- 2014 QA119
- 2014 QD119
- 2014 QO119
- 2014 QR119
- 2014 QT119
- 2014 QW119
- 2014 QX119
- 2014 QY119
- 2014 QA120
- 2014 QC120
- 2014 QD120
- 2014 QF120
- 2014 QG120
- 2014 QL120
- 2014 QM120
- 2014 QT120
- 2014 QY120
- 2014 QZ120
- 2014 QB121
- 2014 QC121
- 2014 QE121
- 2014 QF121
- 2014 QJ121
- 2014 QN121
- 2014 QQ121
- 2014 QS121
- 2014 QT121
- 2014 QY121
- 2014 QA122
- 2014 QM122
- 2014 QN122
- 2014 QP122
- 2014 QS122
- 2014 QY122
- 2014 QA123
- 2014 QB123
- 2014 QF123
- 2014 QK123
- 2014 QP123
- 2014 QQ123
- 2014 QR123
- 2014 QW123
- 2014 QX123
- 2014 QY123
- 2014 QZ123
- 2014 QB124
- 2014 QC124
- 2014 QD124
- 2014 QF124
- 2014 QK124
- 2014 QM124
- 2014 QO124
- 2014 QQ124
- 2014 QS124
- 2014 QT124
- 2014 QW124
- 2014 QX124
- 2014 QY124
- 2014 QZ124
- 2014 QC125
- 2014 QE125
- 2014 QH125
- 2014 QM125
- 2014 QP125
- 2014 QU125
- 2014 QV125
- 2014 QW125
- 2014 QX125
- 2014 QZ125
- 2014 QA126
- 2014 QC126
- 2014 QJ126
- 2014 QK126
- 2014 QL126
- 2014 QN126
- 2014 QP126
- 2014 QR126
- 2014 QU126
- 2014 QX126
- 2014 QY126
- 2014 QZ126
- 2014 QA127
- 2014 QE127
- 2014 QF127
- 2014 QP127
- 2014 QS127
- 2014 QU127
- 2014 QV127
- 2014 QW127
- 2014 QX127
- 2014 QY127
- 2014 QZ127
- 2014 QA128
- 2014 QD128
- 2014 QE128
- 2014 QG128
- 2014 QK128
- 2014 QL128
- 2014 QM128
- 2014 QP128
- 2014 QR128
- 2014 QT128
- 2014 QW128
- 2014 QZ128
- 2014 QA129
- 2014 QF129
- 2014 QK129
- 2014 QM129
- 2014 QR129
- 2014 QS129
- 2014 QU129
- 2014 QA130
- 2014 QH130
- 2014 QP130
- 2014 QU130
- 2014 QV130
- 2014 QX130
- 2014 QB131
- 2014 QC131
- 2014 QD131
- 2014 QE131
- 2014 QF131
- 2014 QG131
- 2014 QL131
- 2014 QM131
- 2014 QN131
- 2014 QO131
- 2014 QR131
- 2014 QT131
- 2014 QU131
- 2014 QV131
- 2014 QW131
- 2014 QZ131
- 2014 QB132
- 2014 QC132
- 2014 QH132
- 2014 QK132
- 2014 QO132
- 2014 QP132
- 2014 QR132
- 2014 QS132
- 2014 QU132
- 2014 QV132
- 2014 QW132
- 2014 QX132
- 2014 QY132
- 2014 QZ132
- 2014 QB133
- 2014 QD133
- 2014 QG133
- 2014 QK133
- 2014 QL133
- 2014 QM133
- 2014 QP133
- 2014 QU133
- 2014 QV133
- 2014 QZ133
- 2014 QD134
- 2014 QG134
- 2014 QH134
- 2014 QL134
- 2014 QW134
- 2014 QZ134
- 2014 QB135
- 2014 QF135
- 2014 QG135
- 2014 QH135
- 2014 QM135
- 2014 QT135
- 2014 QW135
- 2014 QA136
- 2014 QC136
- 2014 QG136
- 2014 QJ136
- 2014 QL136
- 2014 QO136
- 2014 QP136
- 2014 QS136
- 2014 QV136
- 2014 QW136
- 2014 QY136
- 2014 QA137
- 2014 QB137
- 2014 QC137
- 2014 QE137
- 2014 QG137
- 2014 QJ137
- 2014 QL137
- 2014 QM137
- 2014 QO137
- 2014 QQ137
- 2014 QS137
- 2014 QU137
- 2014 QW137
- 2014 QX137
- 2014 QB138
- 2014 QC138
- 2014 QE138
- 2014 QF138
- 2014 QJ138
- 2014 QM138
- 2014 QN138
- 2014 QP138
- 2014 QT138
- 2014 QU138
- 2014 QV138
- 2014 QZ138
- 2014 QC139
- 2014 QD139
- 2014 QG139
- 2014 QH139
- 2014 QJ139
- 2014 QL139
- 2014 QN139
- 2014 QO139
- 2014 QQ139
- 2014 QT139
- 2014 QX139
- 2014 QA140
- 2014 QC140
- 2014 QE140
- 2014 QH140
- 2014 QK140
- 2014 QL140
- 2014 QO140
- 2014 QQ140
- 2014 QS140
- 2014 QW140
- 2014 QX140
- 2014 QB141
- 2014 QC141
- 2014 QG141
- 2014 QP141
- 2014 QU141
- 2014 QV141
- 2014 QY141
- 2014 QA142
- 2014 QB142
- 2014 QC142
- 2014 QG142
- 2014 QN142
- 2014 QQ142
- 2014 QR142
- 2014 QT142
- 2014 QX142
- 2014 QY142
- 2014 QB143
- 2014 QF143
- 2014 QH143
- 2014 QK143
- 2014 QL143
- 2014 QN143
- 2014 QQ143
- 2014 QR143
- 2014 QV143
- 2014 QW143
- 2014 QX143
- 2014 QZ143
- 2014 QA144
- 2014 QG144
- 2014 QH144
- 2014 QJ144
- 2014 QO144
- 2014 QS144
- 2014 QW144
- 2014 QY144
- 2014 QA145
- 2014 QB145
- 2014 QH145
- 2014 QL145
- 2014 QO145
- 2014 QQ145
- 2014 QT145
- 2014 QU145
- 2014 QX145
- 2014 QZ145
- 2014 QA146
- 2014 QC146
- 2014 QD146
- 2014 QE146
- 2014 QF146
- 2014 QG146
- 2014 QH146
- 2014 QK146
- 2014 QL146
- 2014 QM146
- 2014 QN146
- 2014 QQ146
- 2014 QS146
- 2014 QX146
- 2014 QY146
- 2014 QZ146
- 2014 QA147
- 2014 QD147
- 2014 QE147
- 2014 QF147
- 2014 QG147
- 2014 QH147
- 2014 QK147
- 2014 QN147
- 2014 QO147
- 2014 QQ147
- 2014 QT147
- 2014 QU147
- 2014 QV147
- 2014 QW147
- 2014 QZ147
- 2014 QA148
- 2014 QE148
- 2014 QF148
- 2014 QG148
- 2014 QH148
- 2014 QJ148
- 2014 QM148
- 2014 QO148
- 2014 QP148
- 2014 QQ148
- 2014 QR148
- 2014 QY148
- 2014 QA149
- 2014 QB149
- 2014 QC149
- 2014 QF149
- 2014 QG149
- 2014 QK149
- 2014 QN149
- 2014 QR149
- 2014 QS149
- 2014 QV149
- 2014 QX149
- 2014 QE150
- 2014 QK150
- 2014 QL150
- 2014 QN150
- 2014 QR150
- 2014 QV150
- 2014 QC151
- 2014 QD151
- 2014 QE151
- 2014 QH151
- 2014 QJ151
- 2014 QK151
- 2014 QS151
- 2014 QX151
- 2014 QC152
- 2014 QH152
- 2014 QJ152
- 2014 QK152
- 2014 QP152
- 2014 QV152
- 2014 QW152
- 2014 QA153
- 2014 QB153
- 2014 QD153
- 2014 QM153
- 2014 QX153
- 2014 QY153
- 2014 QC154
- 2014 QP154
- 2014 QR154
- 2014 QS154
- 2014 QC155
- 2014 QD155
- 2014 QF155
- 2014 QP155
- 2014 QQ155
- 2014 QR155
- 2014 QU155
- 2014 QE156
- 2014 QK156
- 2014 QN156
- 2014 QO156
- 2014 QQ156
- 2014 QU156
- 2014 QW156
- 2014 QX156
- 2014 QY156
- 2014 QC157
- 2014 QG157
- 2014 QH157
- 2014 QN157
- 2014 QP157
- 2014 QQ157
- 2014 QR157
- 2014 QS157
- 2014 QU157
- 2014 QV157
- 2014 QW157
- 2014 QZ157
- 2014 QB158
- 2014 QE158
- 2014 QF158
- 2014 QG158
- 2014 QJ158
- 2014 QK158
- 2014 QR158
- 2014 QB159
- 2014 QD159
- 2014 QE159
- 2014 QO159
- 2014 QQ159
- 2014 QW159
- 2014 QB160
- 2014 QD160
- 2014 QF160
- 2014 QG160
- 2014 QK160
- 2014 QO160
- 2014 QP160
- 2014 QA161
- 2014 QE161
- 2014 QJ161
- 2014 QN161
- 2014 QO161
- 2014 QT161
- 2014 QE162
- 2014 QK162
- 2014 QN162
- 2014 QQ162
- 2014 QY162
- 2014 QA163
- 2014 QC163
- 2014 QP163
- 2014 QX163
- 2014 QY163
- 2014 QZ163
- 2014 QO164
- 2014 QQ164
- 2014 QR164
- 2014 QU164
- 2014 QW164
- 2014 QY164
- 2014 QZ164
- 2014 QA165
- 2014 QC165
- 2014 QE165
- 2014 QG165
- 2014 QL165
- 2014 QN165
- 2014 QU165
- 2014 QZ165
- 2014 QA166
- 2014 QC166
- 2014 QG166
- 2014 QH166
- 2014 QL166
- 2014 QQ166
- 2014 QR166
- 2014 QU166
- 2014 QX166
- 2014 QZ166
- 2014 QG167
- 2014 QL167
- 2014 QY167
- 2014 QC168
- 2014 QG168
- 2014 QN168
- 2014 QS168
- 2014 QT168
- 2014 QW168
- 2014 QX168
- 2014 QY168
- 2014 QA169
- 2014 QB169
- 2014 QE169
- 2014 QF169
- 2014 QH169
- 2014 QJ169
- 2014 QK169
- 2014 QL169
- 2014 QO169
- 2014 QP169
- 2014 QQ169
- 2014 QS169
- 2014 QU169
- 2014 QV169
- 2014 QM170
- 2014 QN170
- 2014 QQ170
- 2014 QV170
- 2014 QZ170
- 2014 QB171
- 2014 QG171
- 2014 QR171
- 2014 QT171
- 2014 QZ171
- 2014 QF172
- 2014 QH172
- 2014 QK172
- 2014 QP172
- 2014 QU172
- 2014 QX172
- 2014 QZ172
- 2014 QA173
- 2014 QK173
- 2014 QO173
- 2014 QQ173
- 2014 QT173
- 2014 QU173
- 2014 QV173
- 2014 QW173
- 2014 QX173
- 2014 QD174
- 2014 QF174
- 2014 QO174
- 2014 QP174
- 2014 QQ174
- 2014 QS174
- 2014 QV174
- 2014 QW174
- 2014 QY174
- 2014 QZ174
- 2014 QA175
- 2014 QB175
- 2014 QG175
- 2014 QO175
- 2014 QP175
- 2014 QQ175
- 2014 QR175
- 2014 QT175
- 2014 QW175
- 2014 QA176
- 2014 QC176
- 2014 QU176
- 2014 QY176
- 2014 QZ176
- 2014 QB177
- 2014 QC177
- 2014 QG177
- 2014 QN177
- 2014 QQ177
- 2014 QR177
- 2014 QT177
- 2014 QW177
- 2014 QX177
- 2014 QY177
- 2014 QA178
- 2014 QB178
- 2014 QC178
- 2014 QD178
- 2014 QE178
- 2014 QH178
- 2014 QJ178
- 2014 QL178
- 2014 QP178
- 2014 QR178
- 2014 QW178
- 2014 QY178
- 2014 QZ178
- 2014 QA179
- 2014 QC179
- 2014 QG179
- 2014 QH179
- 2014 QO179
- 2014 QP179
- 2014 QQ179
- 2014 QV179
- 2014 QX179
- 2014 QY179
- 2014 QZ179
- 2014 QE180
- 2014 QJ180
- 2014 QN180
- 2014 QO180
- 2014 QC181
- 2014 QE181
- 2014 QG181
- 2014 QH181
- 2014 QR181
- 2014 QS181
- 2014 QY181
- 2014 QE182
- 2014 QG182
- 2014 QH182
- 2014 QJ182
- 2014 QN182
- 2014 QP182
- 2014 QQ182
- 2014 QS182
- 2014 QW182
- 2014 QY182
- 2014 QZ182
- 2014 QA183
- 2014 QB183
- 2014 QE183
- 2014 QF183
- 2014 QG183
- 2014 QK183
- 2014 QL183
- 2014 QN183
- 2014 QT183
- 2014 QW183
- 2014 QY183
- 2014 QZ183
- 2014 QA184
- 2014 QD184
- 2014 QE184
- 2014 QM184
- 2014 QN184
- 2014 QQ184
- 2014 QS184
- 2014 QT184
- 2014 QU184
- 2014 QW184
- 2014 QZ184
- 2014 QB185
- 2014 QE185
- 2014 QG185
- 2014 QK185
- 2014 QN185
- 2014 QP185
- 2014 QQ185
- 2014 QR185
- 2014 QU185
- 2014 QV185
- 2014 QA186
- 2014 QB186
- 2014 QF186
- 2014 QG186
- 2014 QM186
- 2014 QN186
- 2014 QS186
- 2014 QU186
- 2014 QV186
- 2014 QX186
- 2014 QD187
- 2014 QE187
- 2014 QL187
- 2014 QV187
- 2014 QW187
- 2014 QE188
- 2014 QF188
- 2014 QJ188
- 2014 QM188
- 2014 QO188
- 2014 QP188
- 2014 QR188
- 2014 QT188
- 2014 QU188
- 2014 QY188
- 2014 QA189
- 2014 QG189
- 2014 QJ189
- 2014 QN189
- 2014 QO189
- 2014 QP189
- 2014 QV189
- 2014 QX189
- 2014 QY189
- 2014 QD190
- 2014 QE190
- 2014 QL190
- 2014 QO190
- 2014 QQ190
- 2014 QB191
- 2014 QC191
- 2014 QF191
- 2014 QK191
- 2014 QQ191
- 2014 QR191
- 2014 QT191
- 2014 QC192
- 2014 QG192
- 2014 QH192
- 2014 QJ192
- 2014 QT192
- 2014 QW192
- 2014 QX192
- 2014 QY192
- 2014 QZ192
- 2014 QB193
- 2014 QE193
- 2014 QF193
- 2014 QG193
- 2014 QH193
- 2014 QL193
- 2014 QO193
- 2014 QX193
- 2014 QZ193
- 2014 QA194
- 2014 QD194
- 2014 QE194
- 2014 QG194
- 2014 QL194
- 2014 QM194
- 2014 QQ194
- 2014 QT194
- 2014 QU194
- 2014 QX194
- 2014 QZ194
- 2014 QK195
- 2014 QL195
- 2014 QM195
- 2014 QQ195
- 2014 QR195
- 2014 QV195
- 2014 QW195
- 2014 QX195
- 2014 QZ195
- 2014 QD196
- 2014 QE196
- 2014 QF196
- 2014 QG196
- 2014 QJ196
- 2014 QM196
- 2014 QN196
- 2014 QT196
- 2014 QW196
- 2014 QX196
- 2014 QC197
- 2014 QD197
- 2014 QE197
- 2014 QL197
- 2014 QM197
- 2014 QN197
- 2014 QR197
- 2014 QU197
- 2014 QV197
- 2014 QW197
- 2014 QY197
- 2014 QZ197
- 2014 QB198
- 2014 QC198
- 2014 QD198
- 2014 QF198
- 2014 QG198
- 2014 QJ198
- 2014 QK198
- 2014 QN198
- 2014 QS198
- 2014 QV198
- 2014 QD199
- 2014 QF199
- 2014 QJ199
- 2014 QM199
- 2014 QO199
- 2014 QP199
- 2014 QR199
- 2014 QT199
- 2014 QA200
- 2014 QB200
- 2014 QD200
- 2014 QG200
- 2014 QH200
- 2014 QM200
- 2014 QQ200
- 2014 QT200
- 2014 QU200
- 2014 QX200
- 2014 QC201
- 2014 QE201
- 2014 QG201
- 2014 QH201
- 2014 QN201
- 2014 QO201
- 2014 QP201
- 2014 QR201
- 2014 QT201
- 2014 QV201
- 2014 QY201
- 2014 QZ201
- 2014 QB202
- 2014 QC202
- 2014 QE202
- 2014 QF202
- 2014 QH202
- 2014 QN202
- 2014 QB203
- 2014 QC203
- 2014 QE203
- 2014 QK203
- 2014 QL203
- 2014 QN203
- 2014 QS203
- 2014 QH204
- 2014 QJ204
- 2014 QK204
- 2014 QL204
- 2014 QN204
- 2014 QQ204
- 2014 QR204
- 2014 QT204
- 2014 QU204
- 2014 QV204
- 2014 QX204
- 2014 QZ204
- 2014 QB205
- 2014 QG205
- 2014 QH205
- 2014 QL205
- 2014 QP205
- 2014 QQ205
- 2014 QR205
- 2014 QS205
- 2014 QT205
- 2014 QW205
- 2014 QY205
- 2014 QA206
- 2014 QG206
- 2014 QL206
- 2014 QM206
- 2014 QO206
- 2014 QP206
- 2014 QR206
- 2014 QT206
- 2014 QW206
- 2014 QX206
- 2014 QY206
- 2014 QZ206
- 2014 QA207
- 2014 QB207
- 2014 QC207
- 2014 QE207
- 2014 QF207
- 2014 QH207
- 2014 QJ207
- 2014 QK207
- 2014 QM207
- 2014 QN207
- 2014 QP207
- 2014 QU207
- 2014 QW207
- 2014 QZ207
- 2014 QA208
- 2014 QG208
- 2014 QK208
- 2014 QL208
- 2014 QM208
- 2014 QN208
- 2014 QO208
- 2014 QP208
- 2014 QQ208
- 2014 QS208
- 2014 QX208
- 2014 QY208
- 2014 QZ208
- 2014 QB209
- 2014 QD209
- 2014 QF209
- 2014 QG209
- 2014 QH209
- 2014 QJ209
- 2014 QL209
- 2014 QN209
- 2014 QP209
- 2014 QS209
- 2014 QU209
- 2014 QV209
- 2014 QX209
- 2014 QE210
- 2014 QG210
- 2014 QO210
- 2014 QQ210
- 2014 QX210
- 2014 QY210
- 2014 QE211
- 2014 QG211
- 2014 QH211
- 2014 QL211
- 2014 QM211
- 2014 QN211
- 2014 QQ211
- 2014 QT211
- 2014 QW211
- 2014 QX211
- 2014 QY211
- 2014 QC212
- 2014 QE212
- 2014 QF212
- 2014 QH212
- 2014 QK212
- 2014 QL212
- 2014 QM212
- 2014 QO212
- 2014 QP212
- 2014 QQ212
- 2014 QR212
- 2014 QT212
- 2014 QW212
- 2014 QZ212
- 2014 QA213
- 2014 QE213
- 2014 QL213
- 2014 QM213
- 2014 QN213
- 2014 QQ213
- 2014 QR213
- 2014 QT213
- 2014 QV213
- 2014 QW213
- 2014 QB214
- 2014 QF214
- 2014 QH214
- 2014 QJ214
- 2014 QK214
- 2014 QL214
- 2014 QM214
- 2014 QN214
- 2014 QP214
- 2014 QQ214
- 2014 QR214
- 2014 QW214
- 2014 QD215
- 2014 QM215
- 2014 QO215
- 2014 QP215
- 2014 QR215
- 2014 QV215
- 2014 QW215
- 2014 QY215
- 2014 QC216
- 2014 QD216
- 2014 QE216
- 2014 QL216
- 2014 QN216
- 2014 QP216
- 2014 QR216
- 2014 QV216
- 2014 QW216
- 2014 QY216
- 2014 QZ216
- 2014 QC217
- 2014 QE217
- 2014 QK217
- 2014 QN217
- 2014 QP217
- 2014 QT217
- 2014 QU217
- 2014 QW217
- 2014 QX217
- 2014 QB218
- 2014 QC218
- 2014 QD218
- 2014 QF218
- 2014 QH218
- 2014 QJ218
- 2014 QL218
- 2014 QN218
- 2014 QP218
- 2014 QQ218
- 2014 QW218
- 2014 QX218
- 2014 QC219
- 2014 QL219
- 2014 QQ219
- 2014 QS219
- 2014 QZ219
- 2014 QF220
- 2014 QH220
- 2014 QP220
- 2014 QS220
- 2014 QT220
- 2014 QU220
- 2014 QV220
- 2014 QW220
- 2014 QY220
- 2014 QC221
- 2014 QF221
- 2014 QG221
- 2014 QL221
- 2014 QO221
- 2014 QQ221
- 2014 QR221
- 2014 QS221
- 2014 QX221
- 2014 QA222
- 2014 QB222
- 2014 QC222
- 2014 QD222
- 2014 QE222
- 2014 QF222
- 2014 QG222
- 2014 QH222
- 2014 QJ222
- 2014 QK222
- 2014 QL222
- 2014 QM222
- 2014 QN222
- 2014 QO222
- 2014 QT222
- 2014 QU222
- 2014 QV222
- 2014 QA223
- 2014 QB223
- 2014 QC223
- 2014 QE223
- 2014 QF223
- 2014 QH223
- 2014 QM223
- 2014 QN223
- 2014 QO223
- 2014 QP223
- 2014 QR223
- 2014 QT223
- 2014 QW223
- 2014 QY223
- 2014 QC224
- 2014 QD224
- 2014 QE224
- 2014 QH224
- 2014 QO224
- 2014 QP224
- 2014 QX224
- 2014 QZ224
- 2014 QF225
- 2014 QH225
- 2014 QO225
- 2014 QT225
- 2014 QW225
- 2014 QX225
- 2014 QY225
- 2014 QZ225
- 2014 QA226
- 2014 QE226
- 2014 QF226
- 2014 QJ226
- 2014 QM226
- 2014 QN226
- 2014 QQ226
- 2014 QR226
- 2014 QU226
- 2014 QV226
- 2014 QW226
- 2014 QX226
- 2014 QZ226
- 2014 QB227
- 2014 QD227
- 2014 QG227
- 2014 QH227
- 2014 QL227
- 2014 QP227
- 2014 QQ227
- 2014 QR227
- 2014 QS227
- 2014 QU227
- 2014 QX227
- 2014 QY227
- 2014 QZ227
- 2014 QC228
- 2014 QF228
- 2014 QG228
- 2014 QH228
- 2014 QJ228
- 2014 QK228
- 2014 QL228
- 2014 QN228
- 2014 QV228
- 2014 QC229
- 2014 QH229
- 2014 QJ229
- 2014 QK229
- 2014 QU229
- 2014 QX229
- 2014 QZ229
- 2014 QA230
- 2014 QD230
- 2014 QE230
- 2014 QG230
- 2014 QJ230
- 2014 QK230
- 2014 QW230
- 2014 QX230
- 2014 QB231
- 2014 QC231
- 2014 QF231
- 2014 QH231
- 2014 QK231
- 2014 QL231
- 2014 QM231
- 2014 QS231
- 2014 QV231
- 2014 QW231
- 2014 QX231
- 2014 QY231
- 2014 QZ231
- 2014 QC232
- 2014 QD232
- 2014 QE232
- 2014 QH232
- 2014 QS232
- 2014 QU232
- 2014 QV232
- 2014 QW232
- 2014 QX232
- 2014 QB233
- 2014 QD233
- 2014 QE233
- 2014 QM233
- 2014 QN233
- 2014 QO233
- 2014 QT233
- 2014 QW233
- 2014 QZ233
- 2014 QA234
- 2014 QB234
- 2014 QG234
- 2014 QJ234
- 2014 QK234
- 2014 QM234
- 2014 QR234
- 2014 QS234
- 2014 QU234
- 2014 QV234
- 2014 QW234
- 2014 QY234
- 2014 QD235
- 2014 QF235
- 2014 QG235
- 2014 QL235
- 2014 QM235
- 2014 QT235
- 2014 QU235
- 2014 QY235
- 2014 QD236
- 2014 QF236
- 2014 QJ236
- 2014 QM236
- 2014 QN236
- 2014 QO236
- 2014 QP236
- 2014 QR236
- 2014 QT236
- 2014 QW236
- 2014 QY236
- 2014 QB237
- 2014 QE237
- 2014 QF237
- 2014 QG237
- 2014 QK237
- 2014 QS237
- 2014 QU237
- 2014 QY237
- 2014 QZ237
- 2014 QC238
- 2014 QD238
- 2014 QH238
- 2014 QJ238
- 2014 QK238
- 2014 QL238
- 2014 QN238
- 2014 QO238
- 2014 QP238
- 2014 QQ238
- 2014 QR238
- 2014 QU238
- 2014 QV238
- 2014 QW238
- 2014 QZ238
- 2014 QD239
- 2014 QJ239
- 2014 QM239
- 2014 QN239
- 2014 QO239
- 2014 QP239
- 2014 QR239
- 2014 QT239
- 2014 QU239
- 2014 QW239
- 2014 QA240
- 2014 QF240
- 2014 QQ240
- 2014 QR240
- 2014 QT240
- 2014 QU240
- 2014 QV240
- 2014 QX240
- 2014 QY240
- 2014 QA241
- 2014 QH241
- 2014 QL241
- 2014 QN241
- 2014 QP241
- 2014 QS241
- 2014 QU241
- 2014 QV241
- 2014 QX241
- 2014 QC242
- 2014 QD242
- 2014 QE242
- 2014 QO242
- 2014 QR242
- 2014 QU242
- 2014 QV242
- 2014 QA243
- 2014 QD243
- 2014 QE243
- 2014 QF243
- 2014 QJ243
- 2014 QL243
- 2014 QM243
- 2014 QN243
- 2014 QU243
- 2014 QW243
- 2014 QY243
- 2014 QA244
- 2014 QH244
- 2014 QJ244
- 2014 QL244
- 2014 QN244
- 2014 QQ244
- 2014 QR244
- 2014 QS244
- 2014 QT244
- 2014 QY244
- 2014 QB245
- 2014 QC245
- 2014 QH245
- 2014 QK245
- 2014 QL245
- 2014 QS245
- 2014 QV245
- 2014 QX245
- 2014 QA246
- 2014 QJ246
- 2014 QK246
- 2014 QM246
- 2014 QN246
- 2014 QO246
- 2014 QR246
- 2014 QT246
- 2014 QY246
- 2014 QZ246
- 2014 QC247
- 2014 QD247
- 2014 QE247
- 2014 QG247
- 2014 QJ247
- 2014 QM247
- 2014 QN247
- 2014 QO247
- 2014 QP247
- 2014 QQ247
- 2014 QS247
- 2014 QV247
- 2014 QX247
- 2014 QY247
- 2014 QD248
- 2014 QJ248
- 2014 QL248
- 2014 QM248
- 2014 QO248
- 2014 QQ248
- 2014 QS248
- 2014 QT248
- 2014 QV248
- 2014 QY248
- 2014 QA249
- 2014 QC249
- 2014 QD249
- 2014 QG249
- 2014 QJ249
- 2014 QK249
- 2014 QL249
- 2014 QQ249
- 2014 QR249
- 2014 QS249
- 2014 QZ249
- 2014 QB250
- 2014 QF250
- 2014 QN250
- 2014 QP250
- 2014 QQ250
- 2014 QT250
- 2014 QU250
- 2014 QZ250
- 2014 QA251
- 2014 QB251
- 2014 QL251
- 2014 QN251
- 2014 QO251
- 2014 QT251
- 2014 QW251
- 2014 QX251
- 2014 QB252
- 2014 QE252
- 2014 QF252
- 2014 QG252
- 2014 QK252
- 2014 QM252
- 2014 QR252
- 2014 QS252
- 2014 QK253
- 2014 QN253
- 2014 QW253
- 2014 QZ253
- 2014 QC254
- 2014 QH254
- 2014 QM254
- 2014 QP254
- 2014 QR254
- 2014 QS254
- 2014 QU254
- 2014 QC255
- 2014 QM255
- 2014 QX255
- 2014 QZ255
- 2014 QA256
- 2014 QB256
- 2014 QF256
- 2014 QN256
- 2014 QW256
- 2014 QX256
- 2014 QA257
- 2014 QB257
- 2014 QE257
- 2014 QG257
- 2014 QJ257
- 2014 QM257
- 2014 QN257
- 2014 QQ257
- 2014 QR257
- 2014 QS257
- 2014 QV257
- 2014 QW257
- 2014 QF258
- 2014 QK258
- 2014 QM258
- 2014 QP258
- 2014 QR258
- 2014 QY258
- 2014 QZ258
- 2014 QC259
- 2014 QG259
- 2014 QJ259
- 2014 QT259
- 2014 QX259
- 2014 QB260
- 2014 QD260
- 2014 QK260
- 2014 QL260
- 2014 QM260
- 2014 QN260
- 2014 QQ260
- 2014 QR260
- 2014 QT260
- 2014 QV260
- 2014 QZ260
- 2014 QA261
- 2014 QE261
- 2014 QF261
- 2014 QH261
- 2014 QJ261
- 2014 QK261
- 2014 QN261
- 2014 QQ261
- 2014 QR261
- 2014 QU261
- 2014 QF262
- 2014 QH262
- 2014 QM262
- 2014 QP262
- 2014 QQ262
- 2014 QS262
- 2014 QT262
- 2014 QU262
- 2014 QX262
- 2014 QY262
- 2014 QB263
- 2014 QH263
- 2014 QN263
- 2014 QP263
- 2014 QQ263
- 2014 QR263
- 2014 QT263
- 2014 QW263
- 2014 QA264
- 2014 QF264
- 2014 QG264
- 2014 QM264
- 2014 QO264
- 2014 QQ264
- 2014 QR264
- 2014 QS264
- 2014 QT264
- 2014 QW264
- 2014 QX264
- 2014 QC265
- 2014 QJ265
- 2014 QM265
- 2014 QO265
- 2014 QT265
- 2014 QX265
- 2014 QZ265
- 2014 QA266
- 2014 QB266
- 2014 QC266
- 2014 QH266
- 2014 QK266
- 2014 QL266
- 2014 QM266
- 2014 QN266
- 2014 QO266
- 2014 QP266
- 2014 QQ266
- 2014 QS266
- 2014 QV266
- 2014 QW266
- 2014 QY266
- 2014 QZ266
- 2014 QT267
- 2014 QU267
- 2014 QF268
- 2014 QG268
- 2014 QJ268
- 2014 QL268
- 2014 QN268
- 2014 QT268
- 2014 QX268
- 2014 QY268
- 2014 QC269
- 2014 QD269
- 2014 QF269
- 2014 QL269
- 2014 QM269
- 2014 QO269
- 2014 QP269
- 2014 QT269
- 2014 QU269
- 2014 QW269
- 2014 QC270
- 2014 QG270
- 2014 QH270
- 2014 QK270
- 2014 QL270
- 2014 QQ270
- 2014 QR270
- 2014 QY270
- 2014 QJ271
- 2014 QO271
- 2014 QQ271
- 2014 QR271
- 2014 QW271
- 2014 QX271
- 2014 QY271
- 2014 QZ271
- 2014 QK272
- 2014 QM272
- 2014 QO272
- 2014 QR272
- 2014 QV272
- 2014 QW272
- 2014 QY272
- 2014 QB273
- 2014 QE273
- 2014 QJ273
- 2014 QL273
- 2014 QO273
- 2014 QP273
- 2014 QW273
- 2014 QX273
- 2014 QY273
- 2014 QD274
- 2014 QE274
- 2014 QF274
- 2014 QJ274
- 2014 QK274
- 2014 QM274
- 2014 QP274
- 2014 QA275
- 2014 QB275
- 2014 QH275
- 2014 QM275
- 2014 QU275
- 2014 QV275
- 2014 QH276
- 2014 QM276
- 2014 QN276
- 2014 QO276
- 2014 QV276
- 2014 QY276
- 2014 QD277
- 2014 QH277
- 2014 QJ277
- 2014 QL277
- 2014 QO277
- 2014 QR277
- 2014 QV277
- 2014 QX277
- 2014 QB278
- 2014 QC278
- 2014 QH278
- 2014 QK278
- 2014 QL278
- 2014 QM278
- 2014 QN278
- 2014 QO278
- 2014 QP278
- 2014 QQ278
- 2014 QT278
- 2014 QV278
- 2014 QW278
- 2014 QZ278
- 2014 QA279
- 2014 QB279
- 2014 QG279
- 2014 QO279
- 2014 QP279
- 2014 QR279
- 2014 QS279
- 2014 QU279
- 2014 QW279
- 2014 QY279
- 2014 QA280
- 2014 QC280
- 2014 QL280
- 2014 QN280
- 2014 QT280
- 2014 QU280
- 2014 QV280
- 2014 QW280
- 2014 QY280
- 2014 QC281
- 2014 QG281
- 2014 QH281
- 2014 QJ281
- 2014 QP281
- 2014 QX281
- 2014 QY281
- 2014 QA282
- 2014 QH282
- 2014 QN282
- 2014 QP282
- 2014 QQ282
- 2014 QR282
- 2014 QW282
- 2014 QZ282
- 2014 QC283
- 2014 QD283
- 2014 QJ283
- 2014 QK283
- 2014 QO283
- 2014 QP283
- 2014 QQ283
- 2014 QC284
- 2014 QD284
- 2014 QE284
- 2014 QL284
- 2014 QO284
- 2014 QP284
- 2014 QS284
- 2014 QT284
- 2014 QU284
- 2014 QV284
- 2014 QA285
- 2014 QB285
- 2014 QE285
- 2014 QK285
- 2014 QT285
- 2014 QY285
- 2014 QE286
- 2014 QF286
- 2014 QH286
- 2014 QJ286
- 2014 QK286
- 2014 QN286
- 2014 QQ286
- 2014 QT286
- 2014 QU286
- 2014 QV286
- 2014 QW286
- 2014 QX286
- 2014 QZ286
- 2014 QA287
- 2014 QB287
- 2014 QG287
- 2014 QK287
- 2014 QN287
- 2014 QO287
- 2014 QR287
- 2014 QS287
- 2014 QV287
- 2014 QZ287
- 2014 QM288
- 2014 QP288
- 2014 QQ288
- 2014 QU288
- 2014 QY288
- 2014 QE289
- 2014 QH289
- 2014 QJ289
- 2014 QL289
- 2014 QM289
- 2014 QO289
- 2014 QP289
- 2014 QV289
- 2014 QW289
- 2014 QX289
- 2014 QC290
- 2014 QG290
- 2014 QL290
- 2014 QO290
- 2014 QQ290
- 2014 QB291
- 2014 QC291
- 2014 QD291
- 2014 QE291
- 2014 QF291
- 2014 QG291
- 2014 QH291
- 2014 QJ291
- 2014 QL291
- 2014 QT291
- 2014 QU291
- 2014 QV291
- 2014 QB292
- 2014 QG292
- 2014 QK292
- 2014 QM292
- 2014 QP292
- 2014 QS292
- 2014 QA293
- 2014 QC293
- 2014 QD293
- 2014 QE293
- 2014 QF293
- 2014 QH293
- 2014 QJ293
- 2014 QK293
- 2014 QL293
- 2014 QP293
- 2014 QQ293
- 2014 QR293
- 2014 QV293
- 2014 QW293
- 2014 QA294
- 2014 QB294
- 2014 QC294
- 2014 QD294
- 2014 QE294
- 2014 QJ294
- 2014 QN294
- 2014 QS294
- 2014 QU294
- 2014 QV294
- 2014 QX294
- 2014 QZ294
- 2014 QE295
- 2014 QG295
- 2014 QH295
- 2014 QJ295
- 2014 QK295
- 2014 QL295
- 2014 QO295
- 2014 QP295
- 2014 QS295
- 2014 QT295
- 2014 QU295
- 2014 QV295
- 2014 QW295
- 2014 QZ295
- 2014 QA296
- 2014 QC296
- 2014 QD296
- 2014 QE296
- 2014 QF296
- 2014 QG296
- 2014 QJ296
- 2014 QL296
- 2014 QM296
- 2014 QN296
- 2014 QP296
- 2014 QQ296
- 2014 QR296
- 2014 QS296
- 2014 QT296
- 2014 QU296
- 2014 QV296
- 2014 QG297
- 2014 QT297
- 2014 QU297
- 2014 QX297
- 2014 QA298
- 2014 QD298
- 2014 QH298
- 2014 QM298
- 2014 QQ298
- 2014 QV298
- 2014 QW298
- 2014 QX298
- 2014 QY298
- 2014 QA299
- 2014 QB299
- 2014 QG299
- 2014 QH299
- 2014 QJ299
- 2014 QN299
- 2014 QP299
- 2014 QQ299
- 2014 QR299
- 2014 QS299
- 2014 QT299
- 2014 QV299
- 2014 QW299
- 2014 QZ299
- 2014 QE300
- 2014 QH300
- 2014 QN300
- 2014 QQ300
- 2014 QU300
- 2014 QY300
- 2014 QZ300
- 2014 QF301
- 2014 QG301
- 2014 QN301
- 2014 QP301
- 2014 QV301
- 2014 QW301
- 2014 QX301
- 2014 QY301
- 2014 QZ301
- 2014 QB302
- 2014 QH302
- 2014 QK302
- 2014 QX302
- 2014 QF303
- 2014 QG303
- 2014 QH303
- 2014 QJ303
- 2014 QK303
- 2014 QO303
- 2014 QQ303
- 2014 QU303
- 2014 QV303
- 2014 QX303
- 2014 QY303
- 2014 QZ303
- 2014 QA304
- 2014 QC304
- 2014 QD304
- 2014 QE304
- 2014 QH304
- 2014 QN304
- 2014 QP304
- 2014 QR304
- 2014 QS304
- 2014 QW304
- 2014 QY304
- 2014 QB305
- 2014 QF305
- 2014 QM305
- 2014 QO305
- 2014 QR305
- 2014 QT305
- 2014 QU305
- 2014 QZ305
- 2014 QB306
- 2014 QF306
- 2014 QG306
- 2014 QH306
- 2014 QJ306
- 2014 QL306
- 2014 QN306
- 2014 QP306
- 2014 QT306
- 2014 QB307
- 2014 QG307
- 2014 QL307
- 2014 QQ307
- 2014 QS307
- 2014 QV307
- 2014 QC308
- 2014 QG308
- 2014 QJ308
- 2014 QL308
- 2014 QO308
- 2014 QU308
- 2014 QV308
- 2014 QX308
- 2014 QY308
- 2014 QZ308
- 2014 QN309
- 2014 QB310
- 2014 QE310
- 2014 QK310
- 2014 QM310
- 2014 QO310
- 2014 QS310
- 2014 QV310
- 2014 QW310
- 2014 QG311
- 2014 QL311
- 2014 QM311
- 2014 QO311
- 2014 QX311
- 2014 QB312
- 2014 QH312
- 2014 QK312
- 2014 QM312
- 2014 QO312
- 2014 QV312
- 2014 QW312
- 2014 QX312
- 2014 QY312
- 2014 QA313
- 2014 QB313
- 2014 QK313
- 2014 QL313
- 2014 QO313
- 2014 QP313
- 2014 QQ313
- 2014 QS313
- 2014 QT313
- 2014 QU313
- 2014 QW313
- 2014 QY313
- 2014 QZ313
- 2014 QA314
- 2014 QD314
- 2014 QJ314
- 2014 QP314
- 2014 QQ314
- 2014 QR314
- 2014 QS314
- 2014 QW314
- 2014 QX314
- 2014 QY314
- 2014 QA315
- 2014 QC315
- 2014 QM315
- 2014 QP315
- 2014 QS315
- 2014 QU315
- 2014 QY315
- 2014 QZ315
- 2014 QD316
- 2014 QE316
- 2014 QF316
- 2014 QJ316
- 2014 QM316
- 2014 QO316
- 2014 QP316
- 2014 QQ316
- 2014 QR316
- 2014 QY316
- 2014 QZ316
- 2014 QA317
- 2014 QB317
- 2014 QD317
- 2014 QE317
- 2014 QF317
- 2014 QG317
- 2014 QK317
- 2014 QO317
- 2014 QQ317
- 2014 QR317
- 2014 QS317
- 2014 QW317
- 2014 QX317
- 2014 QY317
- 2014 QA318
- 2014 QB318
- 2014 QD318
- 2014 QJ318
- 2014 QL318
- 2014 QN318
- 2014 QP318
- 2014 QR318
- 2014 QT318
- 2014 QV318
- 2014 QW318
- 2014 QX318
- 2014 QY318
- 2014 QZ318
- 2014 QB319
- 2014 QC319
- 2014 QE319
- 2014 QF319
- 2014 QG319
- 2014 QH319
- 2014 QJ319
- 2014 QK319
- 2014 QM319
- 2014 QN319
- 2014 QQ319
- 2014 QR319
- 2014 QU319
- 2014 QX319
- 2014 QZ319
- 2014 QB320
- 2014 QD320
- 2014 QG320
- 2014 QJ320
- 2014 QL320
- 2014 QM320
- 2014 QN320
- 2014 QO320
- 2014 QQ320
- 2014 QS320
- 2014 QT320
- 2014 QU320
- 2014 QY320
- 2014 QZ320
- 2014 QC321
- 2014 QD321
- 2014 QF321
- 2014 QN321
- 2014 QO321
- 2014 QU321
- 2014 QW321
- 2014 QY321
- 2014 QC322
- 2014 QD322
- 2014 QK322
- 2014 QP322
- 2014 QQ322
- 2014 QR322
- 2014 QU322
- 2014 QV322
- 2014 QY322
- 2014 QZ322
- 2014 QH323
- 2014 QJ323
- 2014 QL323
- 2014 QP323
- 2014 QQ323
- 2014 QW323
- 2014 QD324
- 2014 QE324
- 2014 QK324
- 2014 QL324
- 2014 QP324
- 2014 QT324
- 2014 QX324
- 2014 QY324
- 2014 QC325
- 2014 QD325
- 2014 QG325
- 2014 QK325
- 2014 QP325
- 2014 QQ325
- 2014 QU325
- 2014 QC326
- 2014 QD326
- 2014 QF326
- 2014 QG326
- 2014 QK326
- 2014 QN326
- 2014 QP326
- 2014 QV326
- 2014 QZ326
- 2014 QB327
- 2014 QC327
- 2014 QJ327
- 2014 QN327
- 2014 QO327
- 2014 QV327
- 2014 QZ327
- 2014 QB328
- 2014 QE328
- 2014 QF328
- 2014 QN328
- 2014 QO328
- 2014 QQ328
- 2014 QU328
- 2014 QX328
- 2014 QA329
- 2014 QG329
- 2014 QN329
- 2014 QQ329
- 2014 QV329
- 2014 QF330
- 2014 QG330
- 2014 QK330
- 2014 QL330
- 2014 QM330
- 2014 QN330
- 2014 QO330
- 2014 QP330
- 2014 QS330
- 2014 QU330
- 2014 QV330
- 2014 QY330
- 2014 QZ330
- 2014 QB331
- 2014 QG331
- 2014 QK331
- 2014 QL331
- 2014 QN331
- 2014 QR331
- 2014 QS331
- 2014 QT331
- 2014 QV331
- 2014 QZ331
- 2014 QB332
- 2014 QD332
- 2014 QR332
- 2014 QZ332
- 2014 QM333
- 2014 QN333
- 2014 QQ333
- 2014 QU333
- 2014 QV333
- 2014 QY333
- 2014 QA334
- 2014 QD334
- 2014 QF334
- 2014 QJ334
- 2014 QK334
- 2014 QL334
- 2014 QP334
- 2014 QQ334
- 2014 QR334
- 2014 QV334
- 2014 QX334
- 2014 QZ334
- 2014 QB335
- 2014 QF335
- 2014 QJ335
- 2014 QK335
- 2014 QL335
- 2014 QO335
- 2014 QR335
- 2014 QS335
- 2014 QV335
- 2014 QD336
- 2014 QB337
- 2014 QC337
- 2014 QD337
- 2014 QU337
- 2014 QV337
- 2014 QX337
- 2014 QY337
- 2014 QA338
- 2014 QE338
- 2014 QK338
- 2014 QN338
- 2014 QS338
- 2014 QU338
- 2014 QV338
- 2014 QX338
- 2014 QA339
- 2014 QB339
- 2014 QC339
- 2014 QH339
- 2014 QK339
- 2014 QO339
- 2014 QP339
- 2014 QS339
- 2014 QT339
- 2014 QW339
- 2014 QX339
- 2014 QC340
- 2014 QE340
- 2014 QK340
- 2014 QN340
- 2014 QO340
- 2014 QQ340
- 2014 QS340
- 2014 QV340
- 2014 QZ340
- 2014 QA341
- 2014 QB341
- 2014 QD341
- 2014 QE341
- 2014 QG341
- 2014 QH341
- 2014 QJ341
- 2014 QN341
- 2014 QS341
- 2014 QV341
- 2014 QX341
- 2014 QG342
- 2014 QH342
- 2014 QL342
- 2014 QM342
- 2014 QO342
- 2014 QP342
- 2014 QR342
- 2014 QX342
- 2014 QA343
- 2014 QC343
- 2014 QD343
- 2014 QE343
- 2014 QH343
- 2014 QO343
- 2014 QP343
- 2014 QV343
- 2014 QC344
- 2014 QH344
- 2014 QL344
- 2014 QQ344
- 2014 QT344
- 2014 QZ344
- 2014 QA345
- 2014 QD345
- 2014 QH345
- 2014 QW345
- 2014 QE346
- 2014 QG346
- 2014 QJ346
- 2014 QL346
- 2014 QO346
- 2014 QQ346
- 2014 QU346
- 2014 QV346
- 2014 QX346
- 2014 QY346
- 2014 QE347
- 2014 QH347
- 2014 QJ347
- 2014 QL347
- 2014 QN347
- 2014 QQ347
- 2014 QA348
- 2014 QF348
- 2014 QG348
- 2014 QH348
- 2014 QL348
- 2014 QM348
- 2014 QO348
- 2014 QP348
- 2014 QQ348
- 2014 QT348
- 2014 QZ348
- 2014 QQ349
- 2014 QR349
- 2014 QS349
- 2014 QW349
- 2014 QB350
- 2014 QC350
- 2014 QF350
- 2014 QJ350
- 2014 QO350
- 2014 QP350
- 2014 QT350
- 2014 QX350
- 2014 QB351
- 2014 QD351
- 2014 QF351
- 2014 QK351
- 2014 QV351
- 2014 QY351
- 2014 QE352
- 2014 QH352
- 2014 QK352
- 2014 QL352
- 2014 QN352
- 2014 QO352
- 2014 QP352
- 2014 QY352
- 2014 QF353
- 2014 QL353
- 2014 QO353
- 2014 QS353
- 2014 QT353
- 2014 QU353
- 2014 QX353
- 2014 QG354
- 2014 QM354
- 2014 QP354
- 2014 QQ354
- 2014 QU354
- 2014 QV354
- 2014 QX354
- 2014 QY354
- 2014 QB355
- 2014 QD355
- 2014 QH355
- 2014 QK355
- 2014 QL355
- 2014 QS355
- 2014 QX355
- 2014 QZ355
- 2014 QE356
- 2014 QF356
- 2014 QH356
- 2014 QL356
- 2014 QN356
- 2014 QR356
- 2014 QS356
- 2014 QT356
- 2014 QV356
- 2014 QX356
- 2014 QD357
- 2014 QF357
- 2014 QG357
- 2014 QK357
- 2014 QN357
- 2014 QV357
- 2014 QA358
- 2014 QB358
- 2014 QD358
- 2014 QL358
- 2014 QU358
- 2014 QZ358
- 2014 QB359
- 2014 QC359
- 2014 QT359
- 2014 QU359
- 2014 QV359
- 2014 QX359
- 2014 QC360
- 2014 QF360
- 2014 QG360
- 2014 QK360
- 2014 QS360
- 2014 QC361
- 2014 QE361
- 2014 QJ361
- 2014 QL361
- 2014 QS361
- 2014 QY361
- 2014 QB362
- 2014 QC362
- 2014 QD362
- 2014 QG362
- 2014 QH362
- 2014 QJ362
- 2014 QK362
- 2014 QL362
- 2014 QM362
- 2014 QN362
- 2014 QO362
- 2014 QP362
- 2014 QQ362
- 2014 QR362
- 2014 QS362
- 2014 QT362
- 2014 QU362
- 2014 QV362
- 2014 QW362
- 2014 QY362
- 2014 QZ362
- 2014 QC363
- 2014 QE363
- 2014 QF363
- 2014 QG363
- 2014 QH363
- 2014 QL363
- 2014 QN363
- 2014 QO363
- 2014 QP363
- 2014 QQ363
- 2014 QR363
- 2014 QS363
- 2014 QT363
- 2014 QU363
- 2014 QV363
- 2014 QW363
- 2014 QX363
- 2014 QY363
- 2014 QZ363
- 2014 QA364
- 2014 QB364
- 2014 QD364
- 2014 QE364
- 2014 QG364
- 2014 QJ364
- 2014 QK364
- 2014 QL364
- 2014 QM364
- 2014 QN364
- 2014 QO364
- 2014 QP364
- 2014 QQ364
- 2014 QR364
- 2014 QS364
- 2014 QT364
- 2014 QU364
- 2014 QV364
- 2014 QW364
- 2014 QX364
- 2014 QY364
- 2014 QB365
- 2014 QD365
- 2014 QE365
- 2014 QF365
- 2014 QG365
- 2014 QH365
- 2014 QJ365
- 2014 QK365
- 2014 QL365
- 2014 QO365
- 2014 QP365
- 2014 QR365
- 2014 QV365
- 2014 QX365
- 2014 QK366
- 2014 QP366
- 2014 QR366
- 2014 QR367
- 2014 QU367
- 2014 QY367
- 2014 QZ367
- 2014 QA368
- 2014 QE368
- 2014 QF368
- 2014 QL368
- 2014 QO368
- 2014 QR368
- 2014 QS368
- 2014 QU368
- 2014 QY368
- 2014 QH369
- 2014 QQ369
- 2014 QR369
- 2014 QU369
- 2014 QW369
- 2014 QX369
- 2014 QY369
- 2014 QA370
- 2014 QD370
- 2014 QE370
- 2014 QG370
- 2014 QJ370
- 2014 QN370
- 2014 QS370
- 2014 QT370
- 2014 QU370
- 2014 QX370
- 2014 QZ370
- 2014 QC371
- 2014 QK371
- 2014 QN371
- 2014 QO371
- 2014 QQ371
- 2014 QR371
- 2014 QT371
- 2014 QB372
- 2014 QE372
- 2014 QG372
- 2014 QH372
- 2014 QK372
- 2014 QM372
- 2014 QO372
- 2014 QQ372
- 2014 QS372
- 2014 QT372
- 2014 QU372
- 2014 QX372
- 2014 QZ372
- 2014 QB373
- 2014 QD373
- 2014 QG373
- 2014 QH373
- 2014 QM373
- 2014 QO373
- 2014 QP373
- 2014 QQ373
- 2014 QS373
- 2014 QX373
- 2014 QZ373
- 2014 QB374
- 2014 QC374
- 2014 QH374
- 2014 QJ374
- 2014 QM374
- 2014 QN374
- 2014 QP374
- 2014 QX374
- 2014 QC375
- 2014 QF375
- 2014 QJ375
- 2014 QC376
- 2014 QD376
- 2014 QG376
- 2014 QT376
- 2014 QU376
- 2014 QV376
- 2014 QW376
- 2014 QA377
- 2014 QB377
- 2014 QD377
- 2014 QJ377
- 2014 QL377
- 2014 QR377
- 2014 QB378
- 2014 QC378
- 2014 QG378
- 2014 QH378
- 2014 QO378
- 2014 QP378
- 2014 QS378
- 2014 QT378
- 2014 QA379
- 2014 QB379
- 2014 QC379
- 2014 QH379
- 2014 QK379
- 2014 QO379
- 2014 QP379
- 2014 QS379
- 2014 QT379
- 2014 QJ380
- 2014 QN380
- 2014 QO380
- 2014 QS380
- 2014 QA381
- 2014 QC381
- 2014 QD381
- 2014 QM381
- 2014 QN381
- 2014 QP381
- 2014 QS381
- 2014 QW381
- 2014 QX381
- 2014 QZ381
- 2014 QD382
- 2014 QF382
- 2014 QG382
- 2014 QM382
- 2014 QS382
- 2014 QU382
- 2014 QV382
- 2014 QW382
- 2014 QD383
- 2014 QE383
- 2014 QH383
- 2014 QL383
- 2014 QN383
- 2014 QT383
- 2014 QY383
- 2014 QC384
- 2014 QJ384
- 2014 QK384
- 2014 QN384
- 2014 QP384
- 2014 QR384
- 2014 QG385
- 2014 QM385
- 2014 QT385
- 2014 QU385
- 2014 QV385
- 2014 QH386
- 2014 QN386
- 2014 QQ386
- 2014 QW386
- 2014 QY386
- 2014 QZ386
- 2014 QH387
- 2014 QN387
- 2014 QO387
- 2014 QP387
- 2014 QU387
- 2014 QX387
- 2014 QA388
- 2014 QB388
- 2014 QD388
- 2014 QE388
- 2014 QG388
- 2014 QR388
- 2014 QS388
- 2014 QB389
- 2014 QG389
- 2014 QL389
- 2014 QN389
- 2014 QA390
- 2014 QD390
- 2014 QF390
- 2014 QH390
- 2014 QJ390
- 2014 QK390
- 2014 QM390
- 2014 QN390
- 2014 QO390
- 2014 QP390
- 2014 QV390
- 2014 QW390
- 2014 QX390
- 2014 QY390
- 2014 QB391
- 2014 QC391
- 2014 QD391
- 2014 QE391
- 2014 QH391
- 2014 QJ391
- 2014 QK391
- 2014 QL391
- 2014 QP391
- 2014 QS391
- 2014 QT391
- 2014 QU391
- 2014 QW391
- 2014 QZ391
- 2014 QC392
- 2014 QG392
- 2014 QK392
- 2014 QP392
- 2014 QQ392
- 2014 QR392
- 2014 QS392
- 2014 QU392
- 2014 QX392
- 2014 QZ392
- 2014 QC393
- 2014 QF393
- 2014 QK393
- 2014 QM393
- 2014 QN393
- 2014 QP393
- 2014 QQ393
- 2014 QS393
- 2014 QY393
- 2014 QA394
- 2014 QC394
- 2014 QD394
- 2014 QF394
- 2014 QN394
- 2014 QO394
- 2014 QR394
- 2014 QT394
- 2014 QW394
- 2014 QX394
- 2014 QY394
- 2014 QZ394
- 2014 QA395
- 2014 QD395
- 2014 QF395
- 2014 QK395
- 2014 QL395
- 2014 QN395
- 2014 QP395
- 2014 QR395
- 2014 QS395
- 2014 QU395
- 2014 QW395
- 2014 QB396
- 2014 QC396
- 2014 QD396
- 2014 QH396
- 2014 QL396
- 2014 QM396
- 2014 QQ396
- 2014 QR396
- 2014 QW396
- 2014 QX396
- 2014 QY396
- 2014 QZ396
- 2014 QA397
- 2014 QB397
- 2014 QC397
- 2014 QD397
- 2014 QG397
- 2014 QJ397
- 2014 QK397
- 2014 QL397
- 2014 QO397
- 2014 QS397
- 2014 QX397
- 2014 QF398
- 2014 QV398
- 2014 QZ398
- 2014 QA399
- 2014 QB399
- 2014 QF399
- 2014 QJ399
- 2014 QL399
- 2014 QO399
- 2014 QR399
- 2014 QT399
- 2014 QX399
- 2014 QC400
- 2014 QE400
- 2014 QF400
- 2014 QR400
- 2014 QZ400
- 2014 QB401
- 2014 QD401
- 2014 QJ401
- 2014 QM401
- 2014 QN401
- 2014 QO401
- 2014 QQ401
- 2014 QU401
- 2014 QB402
- 2014 QH402
- 2014 QK402
- 2014 QN402
- 2014 QO402
- 2014 QP402
- 2014 QR402
- 2014 QW402
- 2014 QY402
- 2014 QF403
- 2014 QR403
- 2014 QW403
- 2014 QB404
- 2014 QD404
- 2014 QG404
- 2014 QL404
- 2014 QM404
- 2014 QP404
- 2014 QQ404
- 2014 QR404
- 2014 QS404
- 2014 QZ404
- 2014 QE405
- 2014 QG405
- 2014 QJ405
- 2014 QN405
- 2014 QT405
- 2014 QZ405
- 2014 QC406
- 2014 QD406
- 2014 QH406
- 2014 QK406
- 2014 QN406
- 2014 QO406
- 2014 QR406
- 2014 QX406
- 2014 QB407
- 2014 QC407
- 2014 QQ407
- 2014 QS407
- 2014 QU407
- 2014 QY407
- 2014 QM408
- 2014 QP408
- 2014 QS408
- 2014 QU408
- 2014 QW408
- 2014 QG409
- 2014 QH409
- 2014 QJ409
- 2014 QN409
- 2014 QQ409
- 2014 QS409
- 2014 QW409
- 2014 QC410
- 2014 QG410
- 2014 QR410
- 2014 QS410
- 2014 QU410
- 2014 QV410
- 2014 QX410
- 2014 QY410
- 2014 QB411
- 2014 QE411
- 2014 QM411
- 2014 QN411
- 2014 QO411
- 2014 QU411
- 2014 QZ411
- 2014 QE412
- 2014 QG412
- 2014 QN412
- 2014 QP412
- 2014 QQ412
- 2014 QR412
- 2014 QS412
- 2014 QZ412
- 2014 QA413
- 2014 QB413
- 2014 QJ413
- 2014 QL413
- 2014 QQ413
- 2014 QU413
- 2014 QZ413
- 2014 QA414
- 2014 QB414
- 2014 QM414
- 2014 QW414
- 2014 QY414
- 2014 QA415
- 2014 QC415
- 2014 QD415
- 2014 QE415
- 2014 QH415
- 2014 QL415
- 2014 QN415
- 2014 QO415
- 2014 QR415
- 2014 QS415
- 2014 QT415
- 2014 QU415
- 2014 QY415
- 2014 QC416
- 2014 QD416
- 2014 QL416
- 2014 QR416
- 2014 QS416
- 2014 QT416
- 2014 QX416
- 2014 QZ416
- 2014 QB417
- 2014 QC417
- 2014 QK417
- 2014 QP417
- 2014 QW417
- 2014 QX417
- 2014 QY417
- 2014 QM418
- 2014 QP418
- 2014 QS418
- 2014 QV418
- 2014 QA419
- 2014 QF419
- 2014 QH419
- 2014 QL419
- 2014 QV419
- 2014 QX419
- 2014 QY419
- 2014 QB420
- 2014 QD420
- 2014 QJ420
- 2014 QK420
- 2014 QO420
- 2014 QQ420
- 2014 QW420
- 2014 QX420
- 2014 QZ420
- 2014 QJ421
- 2014 QK421
- 2014 QM421
- 2014 QN421
- 2014 QR421
- 2014 QV421
- 2014 QX421
- 2014 QA422
- 2014 QD422
- 2014 QE422
- 2014 QJ422
- 2014 QK422
- 2014 QL422
- 2014 QN422
- 2014 QT422
- 2014 QU422
- 2014 QY422
- 2014 QZ422
- 2014 QB423
- 2014 QC423
- 2014 QE423
- 2014 QP423
- 2014 QR423
- 2014 QB424
- 2014 QK424
- 2014 QL424
- 2014 QM424
- 2014 QN424
- 2014 QQ424
- 2014 QR424
- 2014 QZ424
- 2014 QC425
- 2014 QL425
- 2014 QN425
- 2014 QB426
- 2014 QC426
- 2014 QG426
- 2014 QN426
- 2014 QX426
- 2014 QA427
- 2014 QC427
- 2014 QD427
- 2014 QF427
- 2014 QN427
- 2014 QO427
- 2014 QP427
- 2014 QS427
- 2014 QU427
- 2014 QY427
- 2014 QD428
- 2014 QE428
- 2014 QG428
- 2014 QJ428
- 2014 QL428
- 2014 QN428
- 2014 QP428
- 2014 QR428
- 2014 QS428
- 2014 QT428
- 2014 QA429
- 2014 QD429
- 2014 QE429
- 2014 QG429
- 2014 QL429
- 2014 QN429
- 2014 QT429
- 2014 QW429
- 2014 QY429
- 2014 QZ429
- 2014 QB430
- 2014 QD430
- 2014 QE430
- 2014 QF430
- 2014 QH430
- 2014 QK430
- 2014 QP430
- 2014 QR430
- 2014 QS430
- 2014 QZ430
- 2014 QB431
- 2014 QD431
- 2014 QK431
- 2014 QM431
- 2014 QN431
- 2014 QO431
- 2014 QC432
- 2014 QR432
- 2014 QV432
- 2014 QW432
- 2014 QX432
- 2014 QY432
- 2014 QZ432
- 2014 QA433
- 2014 QB433
- 2014 QC433
- 2014 QD433
- 2014 QE433
- 2014 QF433
- 2014 QG433
- 2014 QH433
- 2014 QJ433
- 2014 QK433
- 2014 QM433
- 2014 QN433
- 2014 QO433
- 2014 QX433
- 2014 QB434
- 2014 QC434
- 2014 QD434
- 2014 QE434
- 2014 QF434
- 2014 QG434
- 2014 QH434
- 2014 QJ434
- 2014 QK434
- 2014 QL434
- 2014 QM434
- 2014 QN434
- 2014 QO434
- 2014 QP434
- 2014 QQ434
- 2014 QT434
- 2014 QZ434
- 2014 QA435
- 2014 QB435
- 2014 QC435
- 2014 QF435
- 2014 QP435
- 2014 QH436
- 2014 QN436
- 2014 QQ436
- 2014 QT436
- 2014 QV436
- 2014 QD437
- 2014 QK437
- 2014 QM437
- 2014 QN437
- 2014 QO437
- 2014 QR438
- 2014 QJ439
- 2014 QK439
- 2014 QM439
- 2014 QO439
- 2014 QP439
- 2014 QR439
- 2014 QU439
- 2014 QO440
- 2014 QM441
- 2014 QO441
- 2014 QP441
- 2014 QU441
- 2014 QC442
- 2014 QE442
- 2014 QF442
- 2014 QG442
- 2014 QJ442
- 2014 QK442
- 2014 QL442
- 2014 QN442
- 2014 QP442
- 2014 QQ442
- 2014 QR442
- 2014 QS442
- 2014 QT442
- 2014 QU442
- 2014 QV442
- 2014 QW442
- 2014 QA443
- 2014 QC443
- 2014 QE443
- 2014 QF443
- 2014 QG443
- 2014 QH443
- 2014 QJ443
- 2014 QK443
- 2014 QM443
- 2014 QN443
- 2014 QO443
- 2014 QP443
- 2014 QQ443
- 2014 QR443
- 2014 QS443
- 2014 QT443
- 2014 QU443
- 2014 QV443
- 2014 QW443
- 2014 QX443
- 2014 QZ443
- 2014 QA444
- 2014 QB444
- 2014 QD444
- 2014 QE444
- 2014 QF444
- 2014 QH444
- 2014 QJ444
- 2014 QK444
- 2014 QL444
- 2014 QM444
- 2014 QN444
- 2014 QO444
- 2014 QP444
- 2014 QR444
- 2014 QS444
- 2014 QT444
- 2014 QU444
- 2014 QV444
- 2014 QW444
- 2014 QX444
- 2014 QY444
- 2014 QZ444
- 2014 QB445
- 2014 QC445
- 2014 QE445
- 2014 QG445
- 2014 QJ445
- 2014 QK445
- 2014 QL445
- 2014 QN445
- 2014 QO445
- 2014 QP445
- 2014 QQ445
- 2014 QR445
- 2014 QS445
- 2014 QT445
- 2014 QU445
- 2014 QV445
- 2014 QW445
- 2014 QX445
- 2014 QY445
- 2014 QZ445
- 2014 QA446
- 2014 QC446
- 2014 QD446
- 2014 QE446
- 2014 QF446
- 2014 QG446
- 2014 QH446
- 2014 QJ446
- 2014 QK446
- 2014 QM446
- 2014 QO446
- 2014 QP446
- 2014 QQ446
- 2014 QR446
- 2014 QT446
- 2014 QU446
- 2014 QV446
- 2014 QW446
- 2014 QX446
- 2014 QY446
- 2014 QA447
- 2014 QB447
- 2014 QC447
- 2014 QD447
- 2014 QF447
- 2014 QG447
- 2014 QH447
- 2014 QP447
- 2014 QR447
- 2014 QH448
- 2014 QJ448
- 2014 QO448
- 2014 QW448
- 2014 QX448
- 2014 QG449
- 2014 QH449
- 2014 QN449
- 2014 QT449
- 2014 QB450
- 2014 QD450
- 2014 QH450
- 2014 QP450
- 2014 QT450
- 2014 QC451
- 2014 QD452
- 2014 QT452
- 2014 QC453
- 2014 QD453
- 2014 QG453
- 2014 QH453
- 2014 QN453
- 2014 QP453
- 2014 QT453
- 2014 QX453
- 2014 QY453
- 2014 QZ453
- 2014 QD454
- 2014 QG454
- 2014 QK454
- 2014 QL454
- 2014 QS454
- 2014 QY454
- 2014 QZ454
- 2014 QC455
- 2014 QD455
- 2014 QL455
- 2014 QM455
- 2014 QQ455
- 2014 QT455
- 2014 QW455
- 2014 QJ456
- 2014 QM456
- 2014 QQ456
- 2014 QT456
- 2014 QZ456
- 2014 QG457
- 2014 QL457
- 2014 QU457
- 2014 QY457
- 2014 QD458
- 2014 QJ458
- 2014 QQ458
- 2014 QU458
- 2014 QD459
- 2014 QG459
- 2014 QL459
- 2014 QP459
- 2014 QR459
- 2014 QW459
- 2014 QY459
- 2014 QE460
- 2014 QH460
- 2014 QK460
- 2014 QN460
- 2014 QU460
- 2014 QL461
- 2014 QN461
- 2014 QX461
- 2014 QA462
- 2014 QC462
- 2014 QD462
- 2014 QG462
- 2014 QK462
- 2014 QN462
- 2014 QP462
- 2014 QQ462
- 2014 QS462
- 2014 QW462
- 2014 QX462
- 2014 QE463
- 2014 QF463
- 2014 QH463
- 2014 QY463
- 2014 QC464
- 2014 QD464
- 2014 QE464
- 2014 QG464
- 2014 QJ464
- 2014 QK464
- 2014 QL464
- 2014 QM464
- 2014 QQ464
- 2014 QW464
- 2014 QX464
- 2014 QY464
- 2014 QZ464
- 2014 QA465
- 2014 QB465
- 2014 QC465
- 2014 QE465
- 2014 QM465
- 2014 QR465
- 2014 QB466
- 2014 QO466
- 2014 QY466
- 2014 QG467
- 2014 QH467
- 2014 QR467
- 2014 QX467
- 2014 QB468
- 2014 QH468
- 2014 QK468
- 2014 QP468
- 2014 QR468
- 2014 QW468
- 2014 QM469
- 2014 QO469
- 2014 QR469
- 2014 QT469
- 2014 QZ469
- 2014 QA470
- 2014 QB470
- 2014 QC470
- 2014 QE470
- 2014 QJ470
- 2014 QK470
- 2014 QY470
- 2014 QA471
- 2014 QB471
- 2014 QD471
- 2014 QG471
- 2014 QP471
- 2014 QB472
- 2014 QC472
- 2014 QK472
- 2014 QL472
- 2014 QP472
- 2014 QU472
- 2014 QW472
- 2014 QB473
- 2014 QD473
- 2014 QF473
- 2014 QG473
- 2014 QJ473
- 2014 QK473
- 2014 QY473
- 2014 QX474
- 2014 QY474
- 2014 QC475
- 2014 QE475
- 2014 QH475
- 2014 QJ475
- 2014 QK475
- 2014 QM475
- 2014 QO475
- 2014 QP475
- 2014 QW475
- 2014 QE476
- 2014 QF476
- 2014 QG476
- 2014 QK476
- 2014 QM476
- 2014 QR476
- 2014 QT476
- 2014 QA477
- 2014 QC477
- 2014 QD477
- 2014 QE477
- 2014 QG477
- 2014 QH477
- 2014 QL477
- 2014 QO477
- 2014 QR477
- 2014 QS477
- 2014 QT477
- 2014 QX477
- 2014 QC478
- 2014 QH478
- 2014 QJ478
- 2014 QL478
- 2014 QN478
- 2014 QQ478
- 2014 QT478
- 2014 QU478
- 2014 QY478
- 2014 QA479
- 2014 QG479
- 2014 QH479
- 2014 QK479
- 2014 QN479
- 2014 QO479
- 2014 QR479
- 2014 QS479
- 2014 QU479
- 2014 QV479
- 2014 QW479
- 2014 QX479
- 2014 QY479
- 2014 QZ479
- 2014 QB480
- 2014 QC480
- 2014 QD480
- 2014 QF480
- 2014 QK480
- 2014 QL480
- 2014 QM480
- 2014 QO480
- 2014 QP480
- 2014 QR480
- 2014 QT480
- 2014 QU480
- 2014 QV480
- 2014 QW480
- 2014 QY480
- 2014 QA481
- 2014 QB481
- 2014 QF481
- 2014 QG481
- 2014 QH481
- 2014 QL481
- 2014 QM481
- 2014 QO481
- 2014 QR481
- 2014 QS481
- 2014 QT481
- 2014 QW481
- 2014 QX481
- 2014 QY481
- 2014 QZ481
- 2014 QA482
- 2014 QB482
- 2014 QD482
- 2014 QE482
- 2014 QF482
- 2014 QH482
- 2014 QK482
- 2014 QL482
- 2014 QM482
- 2014 QN482
- 2014 QP482
- 2014 QQ482
- 2014 QS482
- 2014 QW482
- 2014 QX482
- 2014 QA483
- 2014 QB483
- 2014 QC483
- 2014 QD483
- 2014 QF483
- 2014 QG483
- 2014 QH483
- 2014 QK483
- 2014 QP483
- 2014 QS483
- 2014 QT483
- 2014 QU483
- 2014 QX483
- 2014 QZ483
- 2014 QE484
- 2014 QH484
- 2014 QJ484
- 2014 QL484
- 2014 QM484
- 2014 QR484
- 2014 QS484
- 2014 QT484
- 2014 QU484
- 2014 QZ484
- 2014 QB485
- 2014 QD485
- 2014 QF485
- 2014 QG485
- 2014 QJ485
- 2014 QL485
- 2014 QM485
- 2014 QN485
- 2014 QO485
- 2014 QQ485
- 2014 QR485
- 2014 QS485
- 2014 QU485
- 2014 QB486
- 2014 QG486
- 2014 QH486
- 2014 QM486
- 2014 QN486
- 2014 QR486
- 2014 QV486
- 2014 QX486
- 2014 QY486
- 2014 QZ486
- 2014 QA487
- 2014 QD487
- 2014 QN487
- 2014 QO487
- 2014 QS487
- 2014 QU487
- 2014 QV487
- 2014 QX487
- 2014 QY487
- 2014 QZ487
- 2014 QE488
- 2014 QG488
- 2014 QH488
- 2014 QK488
- 2014 QL488
- 2014 QM488
- 2014 QN488
- 2014 QO488
- 2014 QP488
- 2014 QQ488
- 2014 QR488
- 2014 QS488
- 2014 QT488
- 2014 QV488
- 2014 QY488
- 2014 QZ488
- 2014 QC489
- 2014 QD489
- 2014 QF489
- 2014 QJ489
- 2014 QK489
- 2014 QO489
- 2014 QP489
- 2014 QR489
- 2014 QT489
- 2014 QU489
- 2014 QV489
- 2014 QY489
- 2014 QZ489
- 2014 QC490
- 2014 QE490
- 2014 QF490
- 2014 QG490
- 2014 QM490
- 2014 QP490
- 2014 QQ490
- 2014 QS490
- 2014 QT490
- 2014 QU490
- 2014 QV490
- 2014 QX490
- 2014 QZ490
- 2014 QA491
- 2014 QB491
- 2014 QE491
- 2014 QG491
- 2014 QH491
- 2014 QJ491
- 2014 QL491
- 2014 QM491
- 2014 QO491
- 2014 QR491
- 2014 QU491
- 2014 QW491
- 2014 QB492
- 2014 QD492
- 2014 QE492
- 2014 QK492
- 2014 QL492
- 2014 QO492
- 2014 QP492
- 2014 QQ492
- 2014 QS492
- 2014 QT492
- 2014 QW492
- 2014 QX492
- 2014 QA493
- 2014 QE493
- 2014 QF493
- 2014 QG493
- 2014 QL493
- 2014 QM493
- 2014 QN493
- 2014 QO493
- 2014 QP493
- 2014 QS493
- 2014 QT493
- 2014 QV493
- 2014 QW493
- 2014 QB494
- 2014 QF494
- 2014 QG494
- 2014 QJ494
- 2014 QL494
- 2014 QM494
- 2014 QO494
- 2014 QP494
- 2014 QQ494
- 2014 QS494
- 2014 QU494
- 2014 QX494
- 2014 QH495
- 2014 QO495
- 2014 QP495
- 2014 QT495
- 2014 QU495
- 2014 QV495
- 2014 QW495
- 2014 QZ495
- 2014 QA496
- 2014 QF496
- 2014 QH496
- 2014 QM496
- 2014 QR496
- 2014 QS496
- 2014 QT496
- 2014 QX496
- 2014 QY496
- 2014 QZ496
- 2014 QA497
- 2014 QD497
- 2014 QE497
- 2014 QF497
- 2014 QG497
- 2014 QK497
- 2014 QL497
- 2014 QN497
- 2014 QO497
- 2014 QP497
- 2014 QQ497
- 2014 QR497
- 2014 QS497
- 2014 QU497
- 2014 QV497
- 2014 QX497
- 2014 QY497
- 2014 QA498
- 2014 QB498
- 2014 QC498
- 2014 QD498
- 2014 QF498
- 2014 QG498
- 2014 QH498
- 2014 QK498
- 2014 QL498
- 2014 QM498
- 2014 QN498
- 2014 QO498
- 2014 QQ498
- 2014 QR498
- 2014 QS498
- 2014 QT498
- 2014 QU498
- 2014 QV498
- 2014 QW498
- 2014 QX498
- 2014 QY498
- 2014 QZ498
- 2014 QA499
- 2014 QB499
- 2014 QC499
- 2014 QE499
- 2014 QF499
- 2014 QG499
- 2014 QJ499
- 2014 QL499
- 2014 QM499
- 2014 QN499
- 2014 QO499
- 2014 QP499
- 2014 QQ499
- 2014 QR499
- 2014 QS499
- 2014 QT499
- 2014 QU499
- 2014 QV499
- 2014 QW499
- 2014 QX499
- 2014 QZ499
- 2014 QA500
- 2014 QB500
- 2014 QC500
- 2014 QD500
- 2014 QE500
- 2014 QF500
- 2014 QG500
- 2014 QL500
- 2014 QM500
- 2014 QN500
- 2014 QO500
- 2014 QP500
- 2014 QQ500
- 2014 QR500
- 2014 QS500
- 2014 QT500
- 2014 QU500
- 2014 QV500
- 2014 QW500
- 2014 QX500
- 2014 QY500
- 2014 QZ500
- 2014 QB501
- 2014 QE501
- 2014 QF501
- 2014 QG501
- 2014 QH501
- 2014 QJ501
- 2014 QK501
- 2014 QL501
- 2014 QM501
- 2014 QN501
- 2014 QO501
- 2014 QP501
- 2014 QQ501
- 2014 QR501
- 2014 QS501
- 2014 QT501
- 2014 QU501
- 2014 QV501
- 2014 QW501
- 2014 QX501
- 2014 QY501
- 2014 QZ501
- 2014 QA502
- 2014 QB502
- 2014 QC502
- 2014 QD502
- 2014 QF502
- 2014 QG502
- 2014 QH502
- 2014 QJ502
- 2014 QK502
- 2014 QL502
- 2014 QM502
- 2014 QN502
- 2014 QO502
- 2014 QP502
- 2014 QQ502
- 2014 QR502
- 2014 QS502
- 2014 QT502
- 2014 QU502
- 2014 QV502
- 2014 QW502
- 2014 QX502
- 2014 QY502
- 2014 QZ502
- 2014 QA503
- 2014 QB503
- 2014 QC503
- 2014 QD503
- 2014 QE503
- 2014 QF503
- 2014 QG503
- 2014 QH503
- 2014 QJ503
- 2014 QK503
- 2014 QM503
- 2014 QN503
- 2014 QO503
- 2014 QP503
- 2014 QQ503
- 2014 QR503
- 2014 QS503
- 2014 QT503
- 2014 QU503
- 2014 QV503
- 2014 QW503
- 2014 QX503
- 2014 QY503
- 2014 QZ503
- 2014 QA504
- 2014 QB504
- 2014 QC504
- 2014 QD504
- 2014 QE504
- 2014 QF504
- 2014 QG504
- 2014 QH504
- 2014 QJ504
- 2014 QK504
- 2014 QL504
- 2014 QQ504
- 2014 QR504
- 2014 QT504
- 2014 QV504
- 2014 QY504
- 2014 QZ504
- 2014 QA505
- 2014 QB505
- 2014 QC505
- 2014 QD505
- 2014 QJ505
- 2014 QK505
- 2014 QL505
- 2014 QN505
- 2014 QP505
- 2014 QR505
- 2014 QS505
- 2014 QT505
- 2014 QU505
- 2014 QV505
- 2014 QX505
- 2014 QY505
- 2014 QZ505
- 2014 QA506
- 2014 QB506
- 2014 QC506
- 2014 QD506
- 2014 QF506
- 2014 QG506
- 2014 QH506
- 2014 QL506
- 2014 QM506
- 2014 QO506
- 2014 QP506
- 2014 QQ506
- 2014 QR506
- 2014 QT506
- 2014 QV506
- 2014 QW506
- 2014 QX506
- 2014 QY506
- 2014 QZ506
- 2014 QA507
- 2014 QB507
- 2014 QD507
- 2014 QE507
- 2014 QF507
- 2014 QG507
- 2014 QJ507
- 2014 QK507
- 2014 QL507
- 2014 QM507
- 2014 QO507
- 2014 QP507
- 2014 QQ507
- 2014 QR507
- 2014 QS507
- 2014 QT507
- 2014 QV507
- 2014 QX507
- 2014 QY507
- 2014 QZ507
- 2014 QB508
- 2014 QC508
- 2014 QD508
- 2014 QE508
- 2014 QF508
- 2014 QG508
- 2014 QH508
- 2014 QJ508
- 2014 QK508
- 2014 QL508
- 2014 QM508
- 2014 QO508
- 2014 QP508
- 2014 QQ508
- 2014 QR508
- 2014 QS508
- 2014 QT508
- 2014 QU508
- 2014 QV508
- 2014 QW508
- 2014 QZ508
- 2014 QA509
- 2014 QB509
- 2014 QC509
- 2014 QD509
- 2014 QF509
- 2014 QG509
- 2014 QH509
- 2014 QJ509
- 2014 QK509
- 2014 QL509
- 2014 QM509
- 2014 QN509
- 2014 QO509
- 2014 QQ509
- 2014 QR509
- 2014 QS509
- 2014 QT509
- 2014 QU509
- 2014 QV509
- 2014 QW509
- 2014 QX509
- 2014 QY509
- 2014 QZ509
- 2014 QB510
- 2014 QC510
- 2014 QD510
- 2014 QE510
- 2014 QF510
- 2014 QG510
- 2014 QH510
- 2014 QJ510
- 2014 QK510
- 2014 QL510
- 2014 QM510
- 2014 QN510
- 2014 QO510
- 2014 QP510
- 2014 QQ510
- 2014 QR510
- 2014 QS510
- 2014 QT510
- 2014 QU510
- 2014 QV510
- 2014 QX510
- 2014 QY510
- 2014 QZ510
- 2014 QA511
- 2014 QB511
- 2014 QC511
- 2014 QD511
- 2014 QE511
- 2014 QF511
- 2014 QG511
- 2014 QH511
- 2014 QJ511
- 2014 QL511
- 2014 QM511
- 2014 QN511
- 2014 QO511
- 2014 QP511
- 2014 QQ511
- 2014 QR511
- 2014 QT511
- 2014 QU511
- 2014 QV511
- 2014 QW511
- 2014 QX511
- 2014 QY511
- 2014 QZ511
- 2014 QA512
- 2014 QB512
- 2014 QC512
- 2014 QD512
- 2014 QE512
- 2014 QF512
- 2014 QG512
- 2014 QJ512
- 2014 QL512
- 2014 QN512
- 2014 QO512
- 2014 QP512
- 2014 QQ512
- 2014 QR512
- 2014 QS512
- 2014 QT512
- 2014 QU512
- 2014 QV512
- 2014 QW512
- 2014 QX512
- 2014 QY512
- 2014 QA513
- 2014 QB513
- 2014 QC513
- 2014 QD513
- 2014 QE513
- 2014 QF513
- 2014 QG513
- 2014 QH513
- 2014 QJ513
- 2014 QK513
- 2014 QL513
- 2014 QM513
- 2014 QN513
- 2014 QO513
- 2014 QP513
- 2014 QQ513
- 2014 QR513
- 2014 QS513
- 2014 QT513
- 2014 QU513
- 2014 QV513
- 2014 QW513
- 2014 QX513
- 2014 QZ513
- 2014 QA514
- 2014 QB514
- 2014 QC514
- 2014 QD514
- 2014 QE514
- 2014 QF514
- 2014 QG514
- 2014 QH514
- 2014 QJ514
- 2014 QK514
- 2014 QL514
- 2014 QM514
- 2014 QN514
- 2014 QO514
- 2014 QP514
- 2014 QQ514
- 2014 QR514
- 2014 QS514
- 2014 QT514
- 2014 QU514
- 2014 QV514
- 2014 QY514
- 2014 QZ514
- 2014 QC515
- 2014 QE515
- 2014 QK515
- 2014 QL515
- 2014 QM515
- 2014 QN515
- 2014 QO515
- 2014 QP515
- 2014 QQ515
- 2014 QR515
- 2014 QS515
- 2014 QT515
- 2014 QV515
- 2014 QW515
- 2014 QX515
- 2014 QY515
- 2014 QZ515
- 2014 QA516
- 2014 QB516
- 2014 QC516
- 2014 QE516
- 2014 QF516
- 2014 QG516
- 2014 QJ516
- 2014 QK516
- 2014 QQ516
- 2014 QR516
- 2014 QS516
- 2014 QT516
- 2014 QU516
- 2014 QV516
- 2014 QX516
- 2014 QY516
- 2014 QZ516
- 2014 QA517
- 2014 QB517
- 2014 QD517
- 2014 QE517
- 2014 QG517
- 2014 QH517
- 2014 QJ517
- 2014 QK517
- 2014 QM517
- 2014 QN517
- 2014 QO517
- 2014 QP517
- 2014 QQ517
- 2014 QR517
- 2014 QS517
- 2014 QT517
- 2014 QU517
- 2014 QV517
- 2014 QW517
- 2014 QX517
- 2014 QY517
- 2014 QZ517
- 2014 QA518
- 2014 QB518
- 2014 QC518
- 2014 QD518
- 2014 QE518
- 2014 QF518
- 2014 QG518
- 2014 QH518
- 2014 QJ518
- 2014 QK518
- 2014 QM518
- 2014 QN518
- 2014 QQ518
- 2014 QU518
- 2014 QY518
- 2014 QZ518
- 2014 QB519
- 2014 QH519
- 2014 QJ519
- 2014 QK519
- 2014 QL519
- 2014 QM519
- 2014 QN519
- 2014 QP519
- 2014 QR519
- 2014 QT519
- 2014 QU519
- 2014 QV519
- 2014 QW519
- 2014 QX519
- 2014 QY519
- 2014 QZ519
- 2014 QC520
- 2014 QD520
- 2014 QE520
- 2014 QF520
- 2014 QG520
- 2014 QH520
- 2014 QJ520
- 2014 QK520
- 2014 QL520
- 2014 QM520
- 2014 QN520
- 2014 QO520
- 2014 QP520
- 2014 QQ520
- 2014 QR520
- 2014 QS520
- 2014 QU520
- 2014 QV520
- 2014 QW520
- 2014 QX520
- 2014 QY520
- 2014 QZ520
- 2014 QA521
- 2014 QB521
- 2014 QC521
- 2014 QD521
- 2014 QE521
- 2014 QF521
- 2014 QG521
- 2014 QH521
- 2014 QJ521
- 2014 QK521
- 2014 QM521
- 2014 QN521
- 2014 QP521
- 2014 QR521
- 2014 QS521
- 2014 QT521
- 2014 QU521
- 2014 QF522
- 2014 QH522
- 2014 QJ522
- 2014 QL522
- 2014 QP522
- 2014 QS522
- 2014 QT522
- 2014 QV522
- 2014 QX522
- 2014 QY522
- 2014 QB523
- 2014 QC523
- 2014 QE523
- 2014 QG523
- 2014 QJ523
- 2014 QQ523
- 2014 QR523
- 2014 QV523
- 2014 QW523
- 2014 QY523
- 2014 QZ523
- 2014 QA524
- 2014 QB524
- 2014 QC524
- 2014 QD524
- 2014 QF524
- 2014 QG524
- 2014 QH524
- 2014 QJ524
- 2014 QK524
- 2014 QL524
- 2014 QM524
- 2014 QP524
- 2014 QQ524
- 2014 QR524
- 2014 QS524
- 2014 QT524
- 2014 QU524
- 2014 QV524
- 2014 QW524
- 2014 QA525
- 2014 QB525
- 2014 QC525
- 2014 QD525
- 2014 QE525
- 2014 QF525
- 2014 QG525
- 2014 QH525
- 2014 QJ525
- 2014 QK525
- 2014 QL525
- 2014 QN525
- 2014 QO525
- 2014 QP525
- 2014 QR525
- 2014 QS525
- 2014 QT525
- 2014 QU525
- 2014 QV525
- 2014 QW525
- 2014 QX525
- 2014 QY525
- 2014 QA526
- 2014 QB526
- 2014 QC526
- 2014 QD526
- 2014 QJ526
- 2014 QN526
- 2014 QO526
- 2014 QP526
- 2014 QQ526
- 2014 QR526
- 2014 QS526
- 2014 QT526
- 2014 QU526
- 2014 QV526
- 2014 QW526
- 2014 QZ526
- 2014 QB527
- 2014 QF527
- 2014 QG527
- 2014 QH527
- 2014 QJ527
- 2014 QK527
- 2014 QO527
- 2014 QP527
- 2014 QQ527
- 2014 QS527
- 2014 QT527
- 2014 QU527
- 2014 QW527
- 2014 QX527
- 2014 QY527
- 2014 QZ527
- 2014 QA528
- 2014 QB528
- 2014 QC528
- 2014 QD528
- 2014 QE528
- 2014 QF528
- 2014 QH528
- 2014 QJ528
- 2014 QK528
- 2014 QU528
- 2014 QW528
- 2014 QA529
- 2014 QC529
- 2014 QF529
- 2014 QG529
- 2014 QH529
- 2014 QK529
- 2014 QL529
- 2014 QN529
- 2014 QO529
- 2014 QP529
- 2014 QQ529
- 2014 QR529
- 2014 QS529
- 2014 QU529
- 2014 QV529
- 2014 QW529
- 2014 QX529
- 2014 QY529
- 2014 QZ529
- 2014 QA530
- 2014 QB530
- 2014 QD530
- 2014 QG530
- 2014 QH530
- 2014 QJ530
- 2014 QK530
- 2014 QL530
- 2014 QM530
- 2014 QN530
- 2014 QO530
- 2014 QP530
- 2014 QQ530
- 2014 QR530
- 2014 QT530
- 2014 QU530
- 2014 QW530
- 2014 QX530
- 2014 QY530
- 2014 QZ530
- 2014 QC531
- 2014 QD531
- 2014 QF531
- 2014 QG531
- 2014 QH531
- 2014 QJ531
- 2014 QK531
- 2014 QL531
- 2014 QM531
- 2014 QN531
- 2014 QO531
- 2014 QP531
- 2014 QQ531
- 2014 QR531
- 2014 QS531
- 2014 QT531
- 2014 QU531
- 2014 QV531
- 2014 QW531
- 2014 QX531
- 2014 QY531
- 2014 QA532
- 2014 QC532
- 2014 QD532
- 2014 QE532
- 2014 QF532
- 2014 QG532
- 2014 QH532
- 2014 QJ532
- 2014 QK532
- 2014 QL532
- 2014 QM532
- 2014 QN532
- 2014 QO532
- 2014 QP532
- 2014 QQ532
- 2014 QR532
- 2014 QS532
- 2014 QT532
- 2014 QU532
- 2014 QW532
- 2014 QX532
- 2014 QY532
- 2014 QZ532
- 2014 QC533
- 2014 QG533
- 2014 QH533
- 2014 QJ533
- 2014 QK533
- 2014 QL533
- 2014 QM533
- 2014 QN533
- 2014 QO533
- 2014 QP533
- 2014 QQ533
- 2014 QR533
- 2014 QS533
- 2014 QT533
- 2014 QW533
- 2014 QX533
- 2014 QZ533
- 2014 QA534
- 2014 QB534
- 2014 QF534
- 2014 QG534
- 2014 QJ534
- 2014 QK534
- 2014 QM534
- 2014 QN534
- 2014 QO534
- 2014 QP534
- 2014 QQ534
- 2014 QR534
- 2014 QS534
- 2014 QT534
- 2014 QU534
- 2014 QW534
- 2014 QY534
- 2014 QZ534
- 2014 QA535
- 2014 QB535
- 2014 QC535
- 2014 QE535
- 2014 QF535
- 2014 QG535
- 2014 QJ535
- 2014 QK535
- 2014 QL535
- 2014 QM535
- 2014 QN535
- 2014 QP535
- 2014 QQ535
- 2014 QR535
- 2014 QS535
- 2014 QT535
- 2014 QU535
- 2014 QV535
- 2014 QW535
- 2014 QX535
- 2014 QY535
- 2014 QZ535
- 2014 QA536
- 2014 QB536
- 2014 QC536
- 2014 QE536
- 2014 QF536
- 2014 QG536
- 2014 QH536
- 2014 QL536
- 2014 QM536
- 2014 QN536
- 2014 QO536
- 2014 QP536
- 2014 QQ536
- 2014 QR536
- 2014 QS536
- 2014 QU536
- 2014 QV536
- 2014 QW536
- 2014 QX536
- 2014 QY536
- 2014 QZ536
- 2014 QA537
- 2014 QB537
- 2014 QC537
- 2014 QD537
- 2014 QE537
- 2014 QH537
- 2014 QJ537
- 2014 QK537
- 2014 QL537
- 2014 QM537
- 2014 QN537
- 2014 QQ537
- 2014 QR537
- 2014 QS537
- 2014 QT537
- 2014 QU537
- 2014 QX537
- 2014 QY537
- 2014 QZ537
- 2014 QB538
- 2014 QC538
- 2014 QD538
- 2014 QE538
- 2014 QG538
- 2014 QH538
- 2014 QJ538
- 2014 QK538
- 2014 QL538
- 2014 QM538
- 2014 QN538
- 2014 QO538
- 2014 QP538
- 2014 QQ538
- 2014 QR538
- 2014 QT538
- 2014 QU538
- 2014 QX538
- 2014 QY538
- 2014 QA539
- 2014 QB539
- 2014 QE539
- 2014 QG539
- 2014 QH539
- 2014 QK539
- 2014 QL539
- 2014 QM539
- 2014 QO539
- 2014 QP539
- 2014 QQ539
- 2014 QR539
- 2014 QV539
- 2014 QY539
- 2014 QZ539
- 2014 QB540
- 2014 QC540
- 2014 QD540
- 2014 QE540
- 2014 QF540
- 2014 QJ540
- 2014 QK540
- 2014 QL540
- 2014 QM540
- 2014 QN540
- 2014 QO540
- 2014 QP540
- 2014 QR540
- 2014 QS540
- 2014 QV540
- 2014 QW540
- 2014 QX540
- 2014 QZ540
- 2014 QA541
- 2014 QB541
- 2014 QC541
- 2014 QD541
- 2014 QE541
- 2014 QF541
- 2014 QH541
- 2014 QJ541
- 2014 QK541
- 2014 QL541
- 2014 QM541
- 2014 QN541
- 2014 QO541
- 2014 QP541
- 2014 QQ541
- 2014 QR541
- 2014 QS541
- 2014 QT541
- 2014 QU541
- 2014 QV541
- 2014 QW541
- 2014 QX541
- 2014 QY541
- 2014 QZ541
- 2014 QB542
- 2014 QC542
- 2014 QD542
- 2014 QE542
- 2014 QF542
- 2014 QG542
- 2014 QH542
- 2014 QJ542
- 2014 QK542
- 2014 QL542
- 2014 QM542
- 2014 QN542
- 2014 QO542
- 2014 QP542
- 2014 QQ542
- 2014 QR542
- 2014 QS542
- 2014 QT542
- 2014 QU542
- 2014 QV542
- 2014 QW542
- 2014 QX542
- 2014 QY542
- 2014 QZ542
- 2014 QA543
- 2014 QB543
- 2014 QC543
- 2014 QD543
- 2014 QE543
- 2014 QF543
- 2014 QG543
- 2014 QH543
- 2014 QJ543
- 2014 QK543
- 2014 QL543
- 2014 QM543
- 2014 QN543
- 2014 QO543
- 2014 QP543
- 2014 QQ543
- 2014 QR543
- 2014 QS543
- 2014 QT543
- 2014 QU543
- 2014 QV543
- 2014 QW543
- 2014 QX543
- 2014 QY543
- 2014 QZ543
- 2014 QA544
- 2014 QB544
- 2014 QC544
- 2014 QD544
- 2014 QE544
- 2014 QJ544
- 2014 QK544
- 2014 QL544
- 2014 QM544
- 2014 QN544
- 2014 QP544
- 2014 QQ544
- 2014 QS544
- 2014 QT544
- 2014 QV544
- 2014 QW544
- 2014 QX544
- 2014 QY544
- 2014 QA545
- 2014 QB545
- 2014 QC545
- 2014 QE545
- 2014 QF545
- 2014 QG545
- 2014 QH545
- 2014 QJ545
- 2014 QK545
- 2014 QL545
- 2014 QM545
- 2014 QN545
- 2014 QP545
- 2014 QQ545
- 2014 QR545
- 2014 QS545
- 2014 QT545
- 2014 QU545
- 2014 QV545
- 2014 QW545
- 2014 QX545
- 2014 QY545
- 2014 QZ545
- 2014 QA546
- 2014 QB546
- 2014 QC546
- 2014 QD546
- 2014 QE546
- 2014 QF546
- 2014 QG546
- 2014 QK546
- 2014 QM546
- 2014 QN546
- 2014 QO546
- 2014 QP546
- 2014 QQ546
- 2014 QR546
- 2014 QT546
- 2014 QV546
- 2014 QX546
- 2014 QY546
- 2014 QA547
- 2014 QB547
- 2014 QC547
- 2014 QD547
- 2014 QE547
- 2014 QH547
- 2014 QJ547
- 2014 QK547
- 2014 QR547
- 2014 QS547
- 2014 QT547
- 2014 QU547
- 2014 QC548
- 2014 QD548
- 2014 QF548
- 2014 QG548
- 2014 QK548
- 2014 QL548
- 2014 QM548
- 2014 QN548
- 2014 QO548
- 2014 QP548
- 2014 QQ548
- 2014 QR548
- 2014 QS548
- 2014 QT548
- 2014 QU548
- 2014 QV548
- 2014 QW548
- 2014 QX548
- 2014 QY548
- 2014 QZ548
- 2014 QA549
- 2014 QB549
- 2014 QC549
- 2014 QD549
- 2014 QE549
- 2014 QF549
- 2014 QG549
- 2014 QH549
- 2014 QJ549
- 2014 QK549
- 2014 QL549
- 2014 QM549
- 2014 QO549
- 2014 QP549
- 2014 QQ549
- 2014 QR549
- 2014 QS549
- 2014 QT549
- 2014 QU549
- 2014 QV549
- 2014 QW549
- 2014 QX549
- 2014 QY549
- 2014 QZ549
- 2014 QA550
- 2014 QB550
- 2014 QC550
- 2014 QD550
- 2014 QE550
- 2014 QF550
- 2014 QG550
- 2014 QH550
- 2014 QJ550
- 2014 QK550
- 2014 QL550
- 2014 QM550
- 2014 QO550
- 2014 QP550
- 2014 QR550
- 2014 QS550
- 2014 QT550
- 2014 QW550
- 2014 QX550
- 2014 QY550
- 2014 QZ550
- 2014 QA551
- 2014 QB551
- 2014 QC551
- 2014 QD551
- 2014 QF551
- 2014 QG551
- 2014 QH551
- 2014 QK551
- 2014 QM551
- 2014 QN551
- 2014 QQ551
- 2014 QR551
- 2014 QS551
- 2014 QT551
- 2014 QU551
- 2014 QV551
- 2014 QW551
- 2014 QX551
- 2014 QY551
- 2014 QZ551
- 2014 QA552
- 2014 QB552
- 2014 QC552
- 2014 QD552
- 2014 QE552
- 2014 QF552
- 2014 QG552
- 2014 QH552
- 2014 QJ552
- 2014 QK552
- 2014 QL552
- 2014 QM552
- 2014 QN552
- 2014 QO552
- 2014 QP552
- 2014 QQ552
- 2014 QR552
- 2014 QS552
- 2014 QU552
- 2014 QV552
- 2014 QW552
- 2014 QX552
- 2014 QY552
- 2014 QZ552
- 2014 QA553
- 2014 QB553
- 2014 QC553
- 2014 QD553
- 2014 QE553
- 2014 QF553
- 2014 QG553
- 2014 QH553
- 2014 QJ553
- 2014 QK553
- 2014 QL553
- 2014 QM553
- 2014 QN553
- 2014 QO553
- 2014 QP553
- 2014 QR553
- 2014 QS553
- 2014 QT553
- 2014 QU553
- 2014 QV553
- 2014 QX553
- 2014 QZ553
- 2014 QA554
- 2014 QB554
- 2014 QD554
- 2014 QE554
- 2014 QF554
- 2014 QJ554
- 2014 QK554
- 2014 QL554
- 2014 QM554
- 2014 QN554
- 2014 QQ554
- 2014 QR554
- 2014 QT554
- 2014 QU554
- 2014 QX554
- 2014 QY554
- 2014 QZ554
- 2014 QA555
- 2014 QB555
- 2014 QE555
- 2014 QF555
- 2014 QG555
- 2014 QH555
- 2014 QJ555
- 2014 QK555
- 2014 QL555
- 2014 QM555
- 2014 QN555
- 2014 QO555
- 2014 QP555
- 2014 QQ555
- 2014 QS555
- 2014 QT555
- 2014 QU555
- 2014 QV555
- 2014 QW555
- 2014 QX555
- 2014 QY555
- 2014 QZ555
- 2014 QA556
- 2014 QC556
- 2014 QD556
- 2014 QE556
- 2014 QF556
- 2014 QG556
- 2014 QH556
- 2014 QJ556
- 2014 QK556
- 2014 QL556
- 2014 QN556
- 2014 QO556
- 2014 QP556
- 2014 QQ556
- 2014 QR556
- 2014 QS556
- 2014 QT556
- 2014 QU556
- 2014 QV556
- 2014 QW556
- 2014 QY556
- 2014 QZ556
- 2014 QA557
- 2014 QB557
- 2014 QC557
- 2014 QD557
- 2014 QE557
- 2014 QF557
- 2014 QG557
- 2014 QH557
- 2014 QJ557
- 2014 QL557
- 2014 QM557
- 2014 QN557
- 2014 QP557
- 2014 QQ557
- 2014 QR557
- 2014 QS557
- 2014 QU557
- 2014 QV557
- 2014 QW557
- 2014 QX557
- 2014 QY557
- 2014 QZ557
- 2014 QA558
- 2014 QC558
- 2014 QD558
- 2014 QE558
- 2014 QF558
- 2014 QG558
- 2014 QJ558
- 2014 QK558
- 2014 QL558
- 2014 QM558
- 2014 QN558
- 2014 QO558
- 2014 QP558
- 2014 QQ558
- 2014 QR558
- 2014 QS558
- 2014 QT558
- 2014 QU558
- 2014 QV558
- 2014 QW558
- 2014 QX558
- 2014 QY558
- 2014 QZ558
- 2014 QA559
- 2014 QB559
- 2014 QC559
- 2014 QD559
- 2014 QE559
- 2014 QF559
- 2014 QG559
- 2014 QH559
- 2014 QJ559
- 2014 QK559
- 2014 QL559
- 2014 QM559
- 2014 QN559
- 2014 QO559
- 2014 QP559
- 2014 QQ559
- 2014 QR559
- 2014 QS559
- 2014 QT559
- 2014 QU559
- 2014 QV559
- 2014 QW559
- 2014 QX559
- 2014 QA560
- 2014 QD560
- 2014 QG560
- 2014 QH560
- 2014 QJ560
- 2014 QK560
- 2014 QL560
- 2014 QN560
- 2014 QO560
- 2014 QP560
- 2014 QQ560
- 2014 QR560
- 2014 QS560
- 2014 QT560
- 2014 QU560
- 2014 QW560
- 2014 QX560
- 2014 QY560
- 2014 QZ560
- 2014 QA561
- 2014 QB561
- 2014 QC561
- 2014 QE561
- 2014 QF561
- 2014 QG561
- 2014 QH561
- 2014 QJ561
- 2014 QK561
- 2014 QL561
- 2014 QM561
- 2014 QN561
- 2014 QO561
- 2014 QP561
- 2014 QQ561
- 2014 QR561
- 2014 QS561
- 2014 QT561
- 2014 QU561
- 2014 QV561
- 2014 QX561
- 2014 QY561
- 2014 QZ561
- 2014 QA562
- 2014 QB562
- 2014 QC562
- 2014 QD562
- 2014 QE562
- 2014 QF562
- 2014 QG562
- 2014 QH562
- 2014 QJ562
- 2014 QK562
- 2014 QL562
- 2014 QM562
- 2014 QN562
- 2014 QO562
- 2014 QP562
- 2014 QQ562
- 2014 QR562
- 2014 QS562
- 2014 QT562
- 2014 QU562
- 2014 QV562
- 2014 QW562
- 2014 QX562
- 2014 QY562
- 2014 QZ562
- 2014 QA563
- 2014 QB563
- 2014 QC563
- 2014 QD563
- 2014 QE563
- 2014 QF563
- 2014 QG563
- 2014 QH563
- 2014 QJ563
- 2014 QK563
- 2014 QL563
- 2014 QM563
- 2014 QN563
- 2014 QO563
- 2014 QP563
- 2014 QR563
- 2014 QS563
- 2014 QT563
- 2014 QU563
- 2014 QV563
- 2014 QW563
- 2014 QX563
- 2014 QY563
- 2014 QZ563
- 2014 QA564
- 2014 QB564
- 2014 QE564
- 2014 QF564
- 2014 QG564
- 2014 QH564
- 2014 QJ564
- 2014 QK564
- 2014 QL564
- 2014 QM564
- 2014 QN564
- 2014 QO564
- 2014 QS564
- 2014 QT564
- 2014 QU564
- 2014 QW564
- 2014 QX564
- 2014 QZ564
- 2014 QA565
- 2014 QB565
- 2014 QC565
- 2014 QD565
- 2014 QE565
- 2014 QF565
- 2014 QG565
- 2014 QH565
- 2014 QJ565
- 2014 QK565
- 2014 QM565
- 2014 QN565
- 2014 QO565
- 2014 QP565
- 2014 QQ565
- 2014 QR565
- 2014 QS565
- 2014 QT565
- 2014 QU565
- 2014 QV565
- 2014 QW565
- 2014 QX565
- 2014 QY565
- 2014 QZ565
- 2014 QA566
- 2014 QB566
- 2014 QC566
- 2014 QD566
- 2014 QE566
- 2014 QF566
- 2014 QG566
- 2014 QH566
- 2014 QK566
- 2014 QM566
- 2014 QN566
- 2014 QO566
- 2014 QP566
- 2014 QQ566
- 2014 QR566
- 2014 QT566
- 2014 QU566
- 2014 QV566
- 2014 QX566
- 2014 QY566
- 2014 QZ566
- 2014 QA567
- 2014 QB567
- 2014 QC567
- 2014 QD567
- 2014 QE567
- 2014 QF567
- 2014 QG567
- 2014 QH567
- 2014 QJ567
- 2014 QK567
- 2014 QL567
- 2014 QM567
- 2014 QN567
- 2014 QO567
- 2014 QP567
- 2014 QQ567
- 2014 QR567
- 2014 QS567
- 2014 QT567
- 2014 QU567
- 2014 QV567
- 2014 QW567
- 2014 QX567
- 2014 QY567
- 2014 QZ567
- 2014 QA568
- 2014 QB568
- 2014 QC568
- 2014 QD568
- 2014 QE568
- 2014 QF568
- 2014 QH568
- 2014 QJ568
- 2014 QK568
- 2014 QL568
- 2014 QM568
- 2014 QN568
- 2014 QP568
- 2014 QQ568
- 2014 QR568
- 2014 QS568
- 2014 QT568
- 2014 QU568
- 2014 QV568
- 2014 QW568
- 2014 QX568
- 2014 QY568
- 2014 QZ568
- 2014 QA569
- 2014 QB569
- 2014 QC569
- 2014 QD569
- 2014 QE569
- 2014 QF569
- 2014 QG569
- 2014 QH569
- 2014 QK569
- 2014 QL569
- 2014 QM569
- 2014 QN569
- 2014 QO569
- 2014 QP569
- 2014 QQ569
- 2014 QR569
- 2014 QS569
- 2014 QT569
- 2014 QU569
- 2014 QZ569
- 2014 QA570
- 2014 QB570
- 2014 QC570
- 2014 QD570
- 2014 QE570
- 2014 QF570
- 2014 QG570
- 2014 QH570
- 2014 QJ570
- 2014 QK570
- 2014 QL570
- 2014 QM570
- 2014 QN570
- 2014 QO570
- 2014 QP570
- 2014 QQ570
- 2014 QR570
- 2014 QS570
- 2014 QT570
- 2014 QU570
- 2014 QV570
- 2014 QW570
- 2014 QX570
- 2014 QY570
- 2014 QZ570
- 2014 QA571
- 2014 QB571
- 2014 QC571
- 2014 QD571
- 2014 QE571
- 2014 QF571
- 2014 QG571
- 2014 QH571
- 2014 QJ571
- 2014 QK571
- 2014 QL571
- 2014 QM571
- 2014 QP571
- 2014 QQ571
- 2014 QR571
- 2014 QS571
- 2014 QT571
- 2014 QU571
- 2014 QV571
- 2014 QW571
- 2014 QX571
- 2014 QY571
- 2014 QZ571
- 2014 QA572
- 2014 QB572
- 2014 QC572
- 2014 QD572
- 2014 QE572
- 2014 QF572
- 2014 QG572
- 2014 QH572
- 2014 QJ572
- 2014 QK572
- 2014 QL572
- 2014 QM572
- 2014 QN572
- 2014 QO572
- 2014 QP572
- 2014 QQ572
- 2014 QR572
- 2014 QS572
- 2014 QT572
- 2014 QU572
- 2014 QV572
- 2014 QW572
- 2014 QX572
- 2014 QY572
- 2014 QZ572
- 2014 QA573
- 2014 QB573
- 2014 QC573
- 2014 QD573
- 2014 QE573
- 2014 QF573
- 2014 QG573
- 2014 QH573
- 2014 QK573
- 2014 QL573
- 2014 QM573
- 2014 QN573
- 2014 QO573
- 2014 QP573
- 2014 QR573
- 2014 QS573
- 2014 QT573
- 2014 QV573
- 2014 QW573
- 2014 QX573
- 2014 QY573
- 2014 QZ573
- 2014 QA574
- 2014 QB574
- 2014 QC574
- 2014 QD574
- 2014 QE574
- 2014 QF574
- 2014 QK574
- 2014 QM574
- 2014 QN574
- 2014 QO574
- 2014 QR574
- 2014 QS574
- 2014 QT574
- 2014 QU574
- 2014 QV574
- 2014 QW574
- 2014 QY574
- 2014 QZ574
- 2014 QA575
- 2014 QB575
- 2014 QD575
- 2014 QE575
- 2014 QF575
- 2014 QG575
- 2014 QH575
- 2014 QJ575
- 2014 QK575
- 2014 QL575
- 2014 QM575
- 2014 QN575
- 2014 QO575
- 2014 QP575
- 2014 QQ575
- 2014 QR575
- 2014 QS575
- 2014 QT575
- 2014 QU575
- 2014 QV575
- 2014 QW575
- 2014 QX575
- 2014 QY575
- 2014 QZ575
- 2014 QA576
- 2014 QB576
- 2014 QD576
- 2014 QE576
- 2014 QF576
- 2014 QG576
- 2014 QH576
- 2014 QL576
- 2014 QM576
- 2014 QN576
- 2014 QO576
- 2014 QP576
- 2014 QQ576
- 2014 QR576
- 2014 QT576
- 2014 QU576
- 2014 QV576
- 2014 QW576
- 2014 QX576
- 2014 QY576
- 2014 QA577
- 2014 QB577
- 2014 QC577
- 2014 QD577
- 2014 QE577
- 2014 QF577
- 2014 QG577
- 2014 QH577
- 2014 QJ577
- 2014 QK577
- 2014 QL577
- 2014 QM577
- 2014 QN577
- 2014 QO577
- 2014 QP577
- 2014 QQ577
- 2014 QR577
- 2014 QS577
- 2014 QT577
- 2014 QU577
- 2014 QV577
- 2014 QW577
- 2014 QX577
- 2014 QY577
- 2014 QZ577
- 2014 QA578
- 2014 QC578
- 2014 QF578
- 2014 QG578
- 2014 QH578
- 2014 QJ578
- 2014 QK578
- 2014 QL578
- 2014 QM578
- 2014 QN578
- 2014 QO578
- 2014 QP578
- 2014 QQ578
- 2014 QR578
- 2014 QS578
- 2014 QT578
- 2014 QU578
- 2014 QV578
- 2014 QW578
- 2014 QX578
- 2014 QY578
- 2014 QZ578
- 2014 QA579
- 2014 QB579
- 2014 QC579
- 2014 QD579
- 2014 QE579
- 2014 QF579
- 2014 QG579
- 2014 QH579
- 2014 QK579
- 2014 QL579
- 2014 QM579
- 2014 QN579
- 2014 QO579
- 2014 QP579
- 2014 QQ579
- 2014 QR579
- 2014 QS579
- 2014 QT579
- 2014 QU579
- 2014 QV579
- 2014 QW579
- 2014 QX579
- 2014 QY579
- 2014 QZ579
- 2014 QB580
- 2014 QC580
- 2014 QE580
- 2014 QF580
- 2014 QH580
- 2014 QJ580
- 2014 QL580
- 2014 QM580
- 2014 QO580
- 2014 QP580
- 2014 QQ580
- 2014 QR580
- 2014 QS580
- 2014 QT580
- 2014 QU580
- 2014 QV580
- 2014 QW580
- 2014 QX580
- 2014 QY580
- 2014 QZ580
- 2014 QA581
- 2014 QB581
- 2014 QC581
- 2014 QD581
- 2014 QE581
- 2014 QG581
- 2014 QH581
- 2014 QJ581
- 2014 QK581
- 2014 QL581
- 2014 QM581
- 2014 QN581
- 2014 QO581
- 2014 QP581
- 2014 QQ581
- 2014 QR581
- 2014 QT581
- 2014 QU581
- 2014 QV581
- 2014 QW581
- 2014 QX581
- 2014 QY581
- 2014 QZ581
- 2014 QA582
- 2014 QB582
- 2014 QC582
- 2014 QD582
- 2014 QF582
- 2014 QG582
- 2014 QH582
- 2014 QJ582
- 2014 QK582
- 2014 QL582
- 2014 QM582
- 2014 QN582
- 2014 QO582
- 2014 QP582
- 2014 QQ582
- 2014 QR582
- 2014 QS582
- 2014 QT582
- 2014 QU582
- 2014 QW582
- 2014 QX582
- 2014 QY582
- 2014 QZ582
- 2014 QA583
- 2014 QB583
- 2014 QC583
- 2014 QD583
- 2014 QE583
- 2014 QF583
- 2014 QG583
- 2014 QH583
- 2014 QJ583
- 2014 QK583
- 2014 QL583
- 2014 QM583
- 2014 QN583
- 2014 QP583
- 2014 QQ583
- 2014 QR583
- 2014 QS583
- 2014 QT583
- 2014 QU583
- 2014 QV583
- 2014 QW583
- 2014 QX583
- 2014 QY583
- 2014 QZ583
- 2014 QA584
- 2014 QB584
- 2014 QC584
- 2014 QD584
- 2014 QF584
- 2014 QH584
- 2014 QJ584
- 2014 QK584
- 2014 QL584
- 2014 QM584
- 2014 QN584
- 2014 QO584
- 2014 QP584
- 2014 QQ584
- 2014 QR584
- 2014 QT584
- 2014 QU584
- 2014 QW584
- 2014 QX584
- 2014 QY584
- 2014 QA585
- 2014 QB585
- 2014 QC585
- 2014 QD585
- 2014 QE585
- 2014 QF585
- 2014 QG585
- 2014 QH585
- 2014 QJ585
- 2014 QK585
- 2014 QL585
- 2014 QM585
- 2014 QN585
- 2014 QO585
- 2014 QP585
- 2014 QQ585
- 2014 QR585
- 2014 QS585
- 2014 QT585
- 2014 QU585
- 2014 QV585
- 2014 QW585
- 2014 QX585
- 2014 QY585
- 2014 QZ585
- 2014 QA586
- 2014 QB586
- 2014 QC586
- 2014 QD586
- 2014 QE586
- 2014 QF586
- 2014 QG586
- 2014 QJ586
- 2014 QK586
- 2014 QM586
- 2014 QN586
- 2014 QO586
- 2014 QP586
- 2014 QQ586
- 2014 QR586
- 2014 QS586
- 2014 QT586
- 2014 QU586
- 2014 QV586
- 2014 QW586
- 2014 QX586
- 2014 QY586
- 2014 QZ586
- 2014 QA587
- 2014 QB587
- 2014 QC587
- 2014 QD587
- 2014 QE587
- 2014 QF587
- 2014 QG587
- 2014 QH587
- 2014 QJ587
- 2014 QK587
- 2014 QL587
- 2014 QM587
- 2014 QN587
- 2014 QO587
- 2014 QP587
- 2014 QQ587
- 2014 QR587
- 2014 QS587
- 2014 QT587
- 2014 QU587
- 2014 QV587
- 2014 QW587
- 2014 QX587
- 2014 QY587
- 2014 QZ587
- 2014 QA588
- 2014 QB588
- 2014 QC588
- 2014 QD588
- 2014 QE588
- 2014 QF588
- 2014 QG588
- 2014 QH588
- 2014 QJ588
- 2014 QK588
- 2014 QL588
- 2014 QM588
- 2014 QN588
- 2014 QO588
- 2014 QP588
- 2014 QQ588
- 2014 QR588
- 2014 QS588
- 2014 QT588
- 2014 QU588
- 2014 QV588
- 2014 QW588
- 2014 QX588
- 2014 QY588
- 2014 QZ588
- 2014 QA589
- 2014 QB589
- 2014 QC589
- 2014 QD589
- 2014 QE589
- 2014 QF589
- 2014 QG589
- 2014 QH589
- 2014 QJ589
- 2014 QK589
- 2014 QL589
- 2014 QM589
- 2014 QN589
- 2014 QO589
- 2014 QP589
- 2014 QQ589
- 2014 QR589
- 2014 QS589
- 2014 QT589
- 2014 QU589
- 2014 QV589
- 2014 QW589
- 2014 QX589
- 2014 QY589
- 2014 QZ589
- 2014 QA590
- 2014 QB590
- 2014 QC590
- 2014 QD590
- 2014 QE590
- 2014 QF590
- 2014 QH590
- 2014 QK590
- 2014 QM590
- 2014 QN590
- 2014 QO590
- 2014 QQ590
- 2014 QR590
- 2014 QS590
- 2014 QT590
- 2014 QU590
- 2014 QV590
- 2014 QW590
- 2014 QX590
- 2014 QY590
- 2014 QZ590
- 2014 QA591
- 2014 QB591
- 2014 QC591
- 2014 QD591
- 2014 QE591
- 2014 QF591
- 2014 QG591
- 2014 QH591
- 2014 QJ591
- 2014 QK591
- 2014 QL591
- 2014 QM591
- 2014 QN591
- 2014 QO591
- 2014 QP591
- 2014 QQ591
- 2014 QR591
- 2014 QS591
- 2014 QT591
- 2014 QU591
- 2014 QV591
- 2014 QW591
- 2014 QX591
- 2014 QY591
- 2014 QZ591
- 2014 QA592
- 2014 QB592
- 2014 QC592
- 2014 QD592
- 2014 QE592
- 2014 QF592
- 2014 QG592
- 2014 QH592
- 2014 QJ592
- 2014 QK592
- 2014 QL592
- 2014 QM592
- 2014 QN592
- 2014 QO592
- 2014 QP592
- 2014 QQ592
- 2014 QR592
- 2014 QS592
- 2014 QT592
- 2014 QU592
- 2014 QV592
- 2014 QW592
- 2014 QX592
- 2014 QY592
- 2014 QZ592
- 2014 QA593
- 2014 QB593
- 2014 QC593
- 2014 QD593
- 2014 QE593
- 2014 QF593
- 2014 QG593
- 2014 QH593
- 2014 QJ593
- 2014 QK593
- 2014 QL593
- 2014 QM593
- 2014 QN593
- 2014 QO593
- 2014 QP593
- 2014 QQ593
- 2014 QR593
- 2014 QS593
- 2014 QT593
- 2014 QU593
- 2014 QV593
- 2014 QW593
- 2014 QX593
- 2014 QY593
- 2014 QZ593
- 2014 QA594
- 2014 QB594
- 2014 QC594
- 2014 QD594
- 2014 QE594
- 2014 QF594
- 2014 QG594
- 2014 QH594
- 2014 QJ594
- 2014 QK594
- 2014 QL594
- 2014 QM594
- 2014 QN594
- 2014 QO594
- 2014 QP594
- 2014 QQ594
- 2014 QR594
- 2014 QS594
- 2014 QT594
- 2014 QU594
- 2014 QV594
- 2014 QW594
- 2014 QX594
- 2014 QY594
- 2014 QZ594
- 2014 QA595
- 2014 QB595
- 2014 QC595
- 2014 QD595
- 2014 QE595
- 2014 QF595
- 2014 QG595
- 2014 QH595
- 2014 QJ595
- 2014 QL595
- 2014 QM595
- 2014 QN595
- 2014 QO595
- 2014 QP595
- 2014 QQ595
- 2014 QR595
- 2014 QS595
- 2014 QT595
- 2014 QU595
- 2014 QV595
- 2014 QW595
- 2014 QX595
- 2014 QY595
- 2014 QZ595
- 2014 QA596
- 2014 QB596
- 2014 QD596
- 2014 QE596
- 2014 QF596
- 2014 QG596
- 2014 QH596
- 2014 QJ596
- 2014 QK596
- 2014 QL596
- 2014 QM596
- 2014 QN596
- 2014 QO596
- 2014 QQ596
- 2014 QR596
- 2014 QS596
- 2014 QT596
- 2014 QU596
- 2014 QV596
- 2014 QW596
- 2014 QX596
- 2014 QY596
- 2014 QZ596
- 2014 QA597
- 2014 QB597
- 2014 QC597
- 2014 QD597
- 2014 QE597
- 2014 QF597
- 2014 QG597
- 2014 QH597
- 2014 QJ597
- 2014 QK597
- 2014 QL597
- 2014 QM597
- 2014 QN597
- 2014 QO597
- 2014 QP597
- 2014 QQ597
- 2014 QR597
- 2014 QT597
- 2014 QU597
- 2014 QV597
- 2014 QX597
- 2014 QY597
- 2014 QZ597
- 2014 QA598
- 2014 QB598
- 2014 QC598
- 2014 QD598
- 2014 QF598
- 2014 QG598
- 2014 QH598
- 2014 QK598
- 2014 QL598
- 2014 QN598
- 2014 QO598
- 2014 QP598
- 2014 QQ598
- 2014 QR598
- 2014 QS598
- 2014 QT598
- 2014 QU598
- 2014 QV598
- 2014 QX598
- 2014 QA599
- 2014 QD599
- 2014 QE599
- 2014 QF599
- 2014 QG599
- 2014 QH599
- 2014 QJ599
- 2014 QK599
- 2014 QL599
- 2014 QM599
- 2014 QN599
- 2014 QO599
- 2014 QP599
- 2014 QQ599
- 2014 QR599
- 2014 QS599
- 2014 QT599
- 2014 QU599
- 2014 QV599
- 2014 QX599
- 2014 QY599
- 2014 QZ599
- 2014 QA600
- 2014 QB600
- 2014 QC600
- 2014 QD600
- 2014 QE600
- 2014 QF600
- 2014 QG600
- 2014 QH600
- 2014 QK600
- 2014 QL600
- 2014 QM600
- 2014 QN600
- 2014 QO600
- 2014 QP600
- 2014 QQ600
- 2014 QR600
- 2014 QS600
- 2014 QT600
- 2014 QU600
- 2014 QV600
- 2014 QW600
- 2014 QX600
- 2014 QY600
- 2014 QZ600
- 2014 QA601
- 2014 QB601
- 2014 QC601
- 2014 QD601
- 2014 QE601
- 2014 QF601
- 2014 QG601
- 2014 QH601
- 2014 QJ601
- 2014 QK601
- 2014 QL601
- 2014 QM601
- 2014 QN601
- 2014 QO601
- 2014 QP601
- 2014 QQ601
- 2014 QR601
- 2014 QS601
- 2014 QU601
- 2014 QV601
- 2014 QW601
- 2014 QX601
- 2014 QY601
- 2014 QZ601
- 2014 QA602
- 2014 QB602
- 2014 QC602
- 2014 QD602
- 2014 QF602
- 2014 QG602
- 2014 QJ602
- 2014 QK602
- 2014 QL602
- 2014 QM602
- 2014 QN602
- 2014 QO602
- 2014 QP602
- 2014 QQ602
- 2014 QS602
- 2014 QT602
- 2014 QU602
- 2014 QV602
- 2014 QW602
- 2014 QY602
- 2014 QZ602
- 2014 QA603
- 2014 QB603
- 2014 QC603
- 2014 QE603
- 2014 QG603
- 2014 QH603
- 2014 QJ603
- 2014 QL603
- 2014 QM603
- 2014 QN603
- 2014 QO603
- 2014 QP603
- 2014 QS603
- 2014 QT603
- 2014 QU603
- 2014 QV603
- 2014 QW603
- 2014 QZ603
- 2014 QA604
- 2014 QB604
- 2014 QE604
- 2014 QF604
- 2014 QG604
- 2014 QH604
- 2014 QJ604
- 2014 QK604
- 2014 QL604
- 2014 QM604
- 2014 QN604
- 2014 QO604
- 2014 QP604
- 2014 QR604
- 2014 QS604
- 2014 QT604
- 2014 QU604
- 2014 QW604
- 2014 QX604
- 2014 QY604
- 2014 QZ604
- 2014 QA605
- 2014 QB605
- 2014 QC605
- 2014 QD605
- 2014 QE605
- 2014 QF605
- 2014 QG605
- 2014 QH605
- 2014 QJ605
- 2014 QK605
- 2014 QL605
- 2014 QM605
- 2014 QN605
- 2014 QP605
- 2014 QQ605
- 2014 QR605
- 2014 QT605
- 2014 QU605
- 2014 QV605
- 2014 QW605
- 2014 QX605
- 2014 QY605
- 2014 QZ605
- 2014 QB606
- 2014 QC606
- 2014 QD606
- 2014 QE606
- 2014 QF606
- 2014 QG606
- 2014 QH606
- 2014 QJ606
- 2014 QK606
- 2014 QL606
- 2014 QM606
- 2014 QN606
- 2014 QP606
- 2014 QQ606
- 2014 QR606
- 2014 QS606
- 2014 QT606
- 2014 QU606
- 2014 QX606
- 2014 QY606
- 2014 QZ606
- 2014 QA607
- 2014 QB607
- 2014 QD607
- 2014 QE607
- 2014 QF607
- 2014 QG607
- 2014 QH607
- 2014 QJ607
- 2014 QK607
- 2014 QL607
- 2014 QM607
- 2014 QN607
- 2014 QP607
- 2014 QQ607
- 2014 QR607
- 2014 QS607
- 2014 QT607
- 2014 QU607
- 2014 QV607
- 2014 QW607
- 2014 QX607
- 2014 QZ607
- 2014 QA608
- 2014 QB608
- 2014 QC608
- 2014 QD608
- 2014 QE608
- 2014 QF608
- 2014 QG608
- 2014 QH608
- 2014 QJ608
- 2014 QK608
- 2014 QL608
- 2014 QM608
- 2014 QN608
- 2014 QO608
- 2014 QP608
- 2014 QQ608
- 2014 QR608
- 2014 QS608
- 2014 QT608
- 2014 QU608
- 2014 QV608
- 2014 QW608
- 2014 QX608
- 2014 QY608
- 2014 QZ608
- 2014 QA609
- 2014 QB609
- 2014 QC609
- 2014 QD609
- 2014 QE609
- 2014 QF609
- 2014 QG609
- 2014 QH609
- 2014 QJ609
- 2014 QK609
- 2014 QL609
- 2014 QM609
- 2014 QN609
- 2014 QO609
- 2014 QP609
- 2014 QQ609
- 2014 QR609
- 2014 QS609
- 2014 QT609
- 2014 QU609
- 2014 QV609
- 2014 QW609
- 2014 QX609
- 2014 QY609
- 2014 QZ609
- 2014 QA610
- 2014 QB610
- 2014 QC610
- 2014 QD610
- 2014 QE610
- 2014 QF610
- 2014 QG610
- 2014 QH610
- 2014 QJ610
- 2014 QK610
- 2014 QL610
- 2014 QM610
- 2014 QN610
- 2014 QO610
- 2014 QP610
- 2014 QQ610
- 2014 QR610
- 2014 QS610
- 2014 QT610
- 2014 QU610
- 2014 QV610
- 2014 QW610
- 2014 QX610
- 2014 QY610
- 2014 QZ610
- 2014 QA611
- 2014 QB611
- 2014 QC611
- 2014 QD611
- 2014 QE611
- 2014 QF611
- 2014 QG611
- 2014 QH611
- 2014 QJ611
- 2014 QK611
- 2014 QL611
- 2014 QM611
- 2014 QN611
- 2014 QO611
- 2014 QP611
- 2014 QQ611
- 2014 QR611
- 2014 QS611
- 2014 QT611
- 2014 QU611
- 2014 QV611
- 2014 QW611
- 2014 QX611
- 2014 QY611
- 2014 QZ611
- 2014 QA612
- 2014 QB612
- 2014 QC612
- 2014 QD612
- 2014 QE612
- 2014 QF612
- 2014 QG612
- 2014 QH612
- 2014 QJ612
- 2014 QK612
- 2014 QL612
- 2014 QM612
- 2014 QN612
- 2014 QO612
- 2014 QP612
- 2014 QQ612
- 2014 QR612
- 2014 QS612
- 2014 QT612
- 2014 QU612
- 2014 QV612
- 2014 QW612
- 2014 QX612
- 2014 QY612
- 2014 QZ612
- 2014 QA613
- 2014 QB613
- 2014 QC613
- 2014 QD613
- 2014 QE613
- 2014 QF613
- 2014 QG613
- 2014 QH613
- 2014 QK613
- 2014 QL613
- 2014 QM613
- 2014 QN613
- 2014 QO613
- 2014 QP613
- 2014 QQ613
- 2014 QR613
- 2014 QS613
- 2014 QT613
- 2014 QU613
- 2014 QV613
- 2014 QW613
- 2014 QX613
- 2014 QY613
- 2014 QZ613
- 2014 QA614
- 2014 QB614
- 2014 QC614
- 2014 QD614
- 2014 QE614
- 2014 QF614
- 2014 QG614
- 2014 QH614
- 2014 QJ614
- 2014 QK614
- 2014 QL614
- 2014 QN614
- 2014 QO614
- 2014 QP614
- 2014 QQ614
- 2014 QR614
- 2014 QS614
- 2014 QT614
- 2014 QU614
- 2014 QV614
- 2014 QW614
- 2014 QX614
- 2014 QY614
- 2014 QZ614
- 2014 QA615
- 2014 QB615
- 2014 QC615
- 2014 QD615
- 2014 QE615
- 2014 QF615
- 2014 QG615
- 2014 QH615
- 2014 QJ615
- 2014 QK615
- 2014 QL615
- 2014 QM615
- 2014 QN615
- 2014 QO615
- 2014 QP615
- 2014 QQ615
- 2014 QR615
- 2014 QS615
- 2014 QT615
- 2014 QU615
- 2014 QV615
- 2014 QX615
- 2014 QY615
- 2014 QZ615
- 2014 QA616